# Papa Benedetto XIV
Benedetto XIV, in latino Benedictus PP. XIV, nato Prospero Lorenzo Lambertini (Bologna, 31 marzo 1675 – Roma, 3 maggio 1758), è stato il 247º vescovo di Roma e papa della Chiesa cattolica dal 17 agosto 1740 (giorno dell'elezione al 255º scrutinio) alla sua morte.
Il suo pontificato, considerato uno dei più significativi della storia del papato in età moderna, attuò una serie di riforme pastorali nello spirito dell'illuminismo cattolico di stampo muratoriano.
Uomo politicamente realista e moderno nell'affrontare i rapporti nei confronti degli atei e dei non cattolici, Benedetto XIV mise in pratica una serie di decreti volti a colmare le lacune politico-amministrative lasciate dai pontefici precedenti. Fautore di un mecenatismo non soltanto umanista, ma anche scientifico, papa Lambertini mutò atteggiamento a partire dagli anni cinquanta, quando si fecero sempre più allarmanti le tendenze anticlericali dell'illuminismo, il quale vedeva come suo principale antagonista l'ordine dei Gesuiti.
Oggetto di una vivace disputa storiografica, divisa tra storici favorevoli al papa bolognese per il suo spirito profetico nell'amministrazione della Chiesa, e intellettuali critici nei suoi confronti per la sua arrendevole politica concordataria, papa Lambertini è rimasto noto perlopiù al grande pubblico per la commedia Il cardinale Lambertini del bolognese Alfredo Testoni, in cui il commediografo mise in risalto il carattere "anticonformista" che contraddistingueva il Lambertini storico.

## Biografia

### Origini e carriera ecclesiastica

#### Famiglia e primi studi
Prospero Lorenzo Lambertini nacque a Bologna in via delle Campane, poi intitolata a suo nome, il 31 marzo 1675 da Marcello Lambertini e Lucrezia Bulgarini, figlia di Carlo. Prospero apparteneva, attraverso il padre, al ramo cadetto di un'antica famiglia senatoria di Bologna, fino all'unità d'Italia la seconda città per importanza dello Stato Pontificio. Battezzato il giorno stesso della nascita da Carlo Evangelista Graffi, prevosto della Cattedrale metropolitana di Bologna, il futuro pontefice rimase presto orfano del padre (deceduto a soli 42 anni), mentre la madre convolò a seconde nozze con Luigi Bentivoglio, un conte, e morì il 21 novembre 1705.
Prospero apprese i primi rudimenti da Paolo Pasi e dal sacerdote Sante Stancari, per essere poi trasferito nel convitto bolognese dell'Accademia degli Ardenti, detto Del Porto. A tredici anni fu infine mandato nel 1688 a Roma nel Collegio Clementino diretto dai Padri Somaschi, ove si segnalò per vivacità d'ingegno fra i condiscepoli.

#### La carriera ecclesiastica e la stima dei pontefici
Il giovane Lambertini fu notato nel 1691 da papa Innocenzo XII, il quale, dopo aver ascoltato un discorso in latino redatto dallo stesso Lambertini sulla Santissima Trinità e a lui dedicato, ne fu talmente stupefatto che gli assegnò un piccolo beneficio che rendeva cento scudi d'oro, la prima delle gratificazioni ricevute dal pontefice nel corso della sua vita antecedente l'ascesa al Soglio.
Nel 1694 si laureò in teologia e in utroque iure presso l'Università di Roma, avviandosi presto e con molti apprezzamenti alla carriera curiale, che percorse in tutti i suoi gradi e uffici divenendo nel 1708 Promotore della Fede, nel 1712 Canonico della Basilica Vaticana con prebenda teologale e nel 1713 prelato, per poi divenire nel 1718 Segretario della Congregazione del Concilio. Il Lambertini fu tenuto in grande stima dal pontefice in carica, Clemente XI (1700-1721), il quale chiedeva consiglio al prelato nelle questioni più gravi e onerose, quali quelle relative al diritto canonico, ramo in cui il Lambertini eccelleva. Il successore di Clemente XI, papa Innocenzo XIII, gli offrì il posto di canonista della Penitenzieria Apostolica.

#### La rapida ascesa sotto Benedetto XIII: vescovo di Ancona e cardinale
Il Lambertini fu ordinato presbitero il 2 luglio 1724, all'età di quasi cinquant'anni, quando era già all'apice della carriera curiale. Grazie a papa Benedetto XIII, che lo teneva in alta considerazione, salì rapidamente i gradi della gerarchia ecclesiastica, diventando vescovo il 16 luglio dello stesso anno e arcivescovo titolare di Teodosia nel 1725. Dopo essersi servito dei suoi illuminati consigli nel Concilio della provincia romana del 1725, papa Benedetto XIII lo creò cardinale (in pectore il 9 dicembre 1726 e pubblicamente il 30 aprile 1728) e vescovo di Ancona il 29 gennaio 1727. Il concilio del 1725 fu un'esperienza fondamentale e fu l'unico concilio al quale il nostro partecipò effettivamente. In questa sede il Lambertini mise in mostra le sue prime grandi qualità umane e pastorali, curando i seminari e il rapporto diretto con i propri fedeli.

### Episcopato bolognese (1731-1740)

#### Zelo pastorale e abilità politica

##### Mediatore politico
Papa Clemente XII, nel concistoro del 30 aprile 1731, nominò Prospero Lambertini arcivescovo di Bologna, sua città natale, ove entrò il 29 maggio del medesimo anno. Le capacità diplomatiche già dimostrate da Lambertini in occasione del Concordato con le monarchie sicula e sarda (1727), infatti, lo rendevano il candidato più adatto ad affrontare con successo il Senato cittadino, con cui c'erano difficili rapporti che caratterizzavano la forma diarchica di governo di quella città, riuscendo a normalizzare i rapporti fra quest'organo e la curia diocesana. Proprio per il suo zelo nel mantenere buoni i rapporti, molti canonici e chierici bolognesi criticarono l'operato dell'arcivescovo, in quanto andava a minare, nel contempo, i privilegi di cui essi avevano finora goduto. Il Lambertini, per esempio, usufruì dei surplus di cui godevano gli ecclesiastici per attuare lavori di pubblica utilità, quali la pavimentazione delle strade.

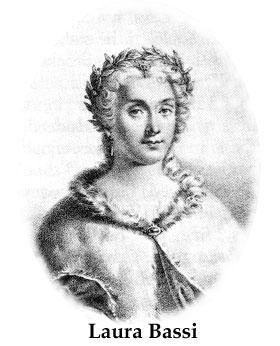
Anonimo, Laura Bassi. La celebre scienziata Laura Bassi, in un'incisione dell'epoca, fu docente a Bologna per volontà dell'allora cardinale Lambertini.

##### Esperto amministratore e protettore delle arti e delle scienze
A Bologna Prospero Lambertini promosse le arti e la scienza (costituzione dell'Accademia di pittura Clementina, così chiamata in onore del papa regnante Clemente XII; fondazione dell'Istituto di scienze) e ottenne che la seconda donna laureata al mondo, Laura Bassi, insegnasse nell'Università di Bologna. Tra le altre iniziative, si adoperò per l'archiviazione e la sistemazione della biblioteca personale del predecessore Gabriele Paleotti.

##### Cura della pastorale
Il futuro pontefice perseguiva la sua missione spirituale, innanzitutto, attraverso le visite pastorali. Queste non solo gli assicuravano un contatto continuo con la diocesi, ma gli permettevano anche sia di rendersi conto personalmente delle reali situazioni locali del clero e del popolo dei fedeli, sia di intervenire nel modo più opportuno nei singoli casi, dimostrando così una vocazione profonda. Quest'ultimo gesto era anche dettato dall'iniziativa di dare indicazioni e disposizioni di carattere generale e, all'occorrenza, per riprendere e sanzionare un clero spesso indisciplinato o semplicemente ignorante. Nel corso dei nove anni di episcopato, Lambertini operò una risistemazione economica e istituzionale di parrocchie, confraternite, collegi per studenti per realizzare il Concilio di Trento e, pertanto, sostenere il rifacimento della chiesa metropolitana e l'edificazione e stabilizzazione delle entrate del seminario.

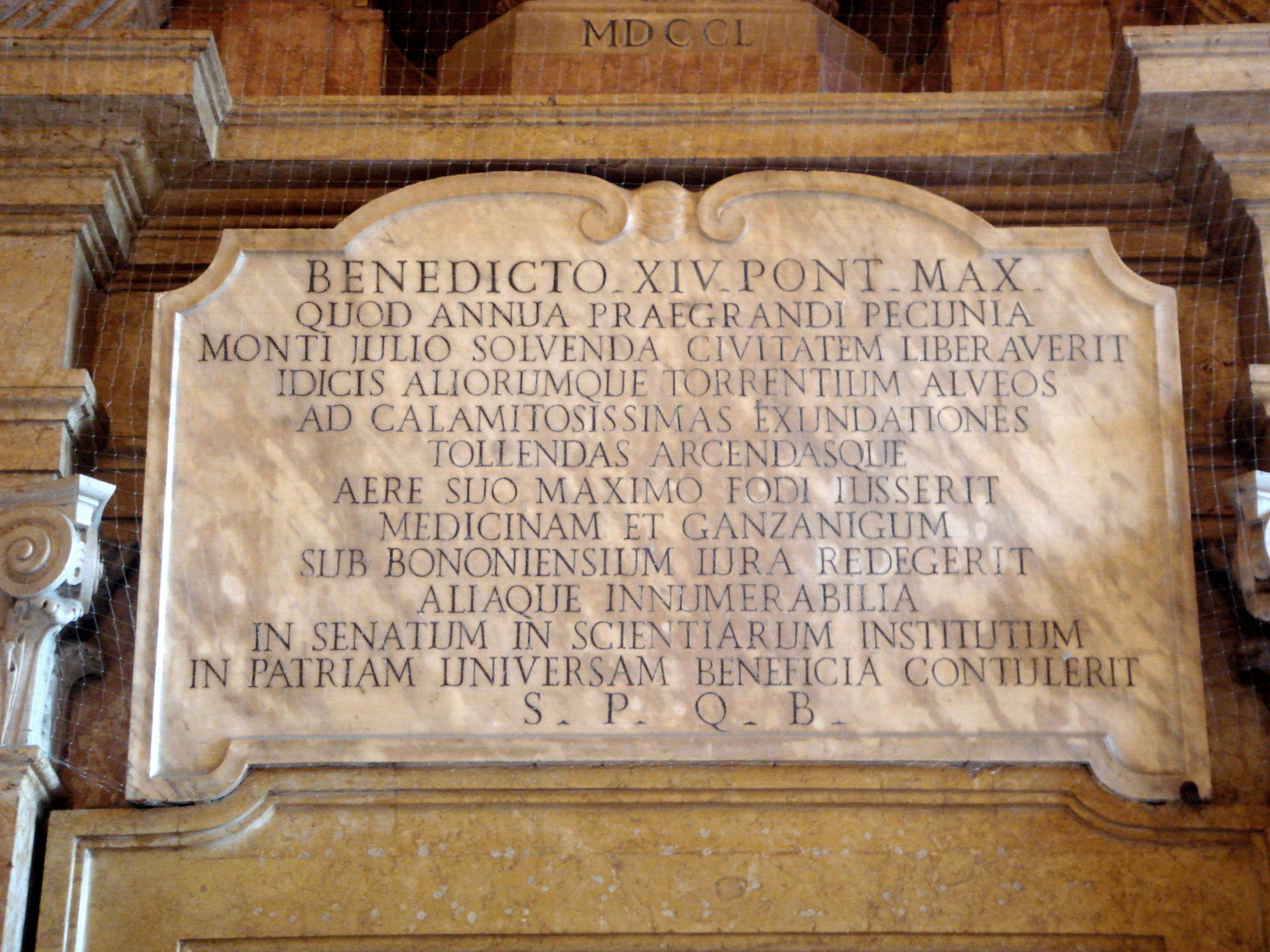
Primo piano di Palazzo d'Accursio a Bologna. Lapide (1750) in onore del papa bolognese Benedetto XIV.

##### Committenze
Il Lambertini fu anche mecenate, commissionando la ristrutturazione di chiese o edifici sacri: sovvenzionò la riedificazione della collegiata di San Biagio a Cento e della cattedrale di San Pietro in Bologna (questa tra il 1743 e il 1755), donando a quest'ultimo edificio sacro e al tempio bolognese di San Petronio preziose suppellettili sacre; continuò inoltre la costruzione del santuario della Madonna di San Luca (avviata nel 1723 e terminata nel 1757).

##### Considerazioni
Il ventennio di episcopato lambertiniano (mantenne la carica fino al 1754) viene considerato, da parte della maggioranza degli storici, positivo per l'impegno e la profusione che l'arcivescovo diede per incrementare la qualità della pastorale e della stessa vita cittadina. Mario Rosa, per esempio, rimarca la maggior attenzione verso la pastorale rispetto a quella puramente amministrativa, il che segnò una svolta nella gestione della vita diocesana; Alfeo Giacomelli rimarca il carattere unitario dell'azione episcopale tra il 1730 e il 1754; Umberto Mazzone (il cui libro è stato usato come punto di riferimento per i dettagli dell'episcopato lambertiniano) ne elogia l'avvedutezza nelle decisioni pratiche.

### Pontificato (1740-1758)
- Segretario di Stato: Silvio Valenti Gonzaga (1740-1756), Alberico Archinto (1756-1758)
- Camera Apostolica:
  - Camerlengo: Silvio Valenti Gonzaga (1747-1756), Girolamo Colonna di Sciarra (1756-1758)
  - Tesoriere: Mario Bolognetti (1739 - settembre 1743), Giovanni Battista Mesmer (settembre 1743 – aprile 1747), Giovanni Francesco Banchieri (aprile 1747 – 26 novembre 1753), Nicola Perrelli (1753 – novembre 1759)
- Congregazioni:
  - Inquisizione: Tommaso Ruffo (1740-1753), Neri Maria Corsini (1753-1770)
  - Riti: Carlo Maria Marini (1726-1747), Fortunato Tamburini (1747-1761)
  - Indice: Angelo Maria Querini (1740-1755), Francesco Landi (1755-56), Antonio Andrea Galli (1756-1767)
  - Concilio: Antonio Saverio Gentili (1737-1753), Mario Mellini (1753-56), Giovanni Giacomo Millo (1756-57), Clemente Argenvilliers (1757-58)
  - Buon governo: Domenico Riviera (1737-1752), Giorgio Doria (1754-1759)
  - Vescovi: Giuseppe Firrao (1738-1744), Raffaele Cosimo de' Girolami (1744-1748), Carlo Alberto Guidobono Cavalchini (1748-1774)
  - Consulta: Silvio Valenti Gonzaga (1740-56); Alberico Archinto (1756-58)
- Tribunali della Curia:
  - Penitenziere Maggiore: Vincenzo Petra (1730-1747), Gioacchino Besozzi (1747-1755), Antonio Andrea Galli (1755-1767)
  - Prefetto della Segnatura Apostolica: Neri Maria Corsini (1733-1770)
  - Decani della Rota Romana: Carlo Leopoldo Calcagnini (1734-1743), Tommaso Nuñez (1743-1744), Mario Mellini (1744-47), ...
- Vicario per la diocesi di Roma: Giovanni Antonio Guadagni (1732-1759)

#### Il conclave del 1740

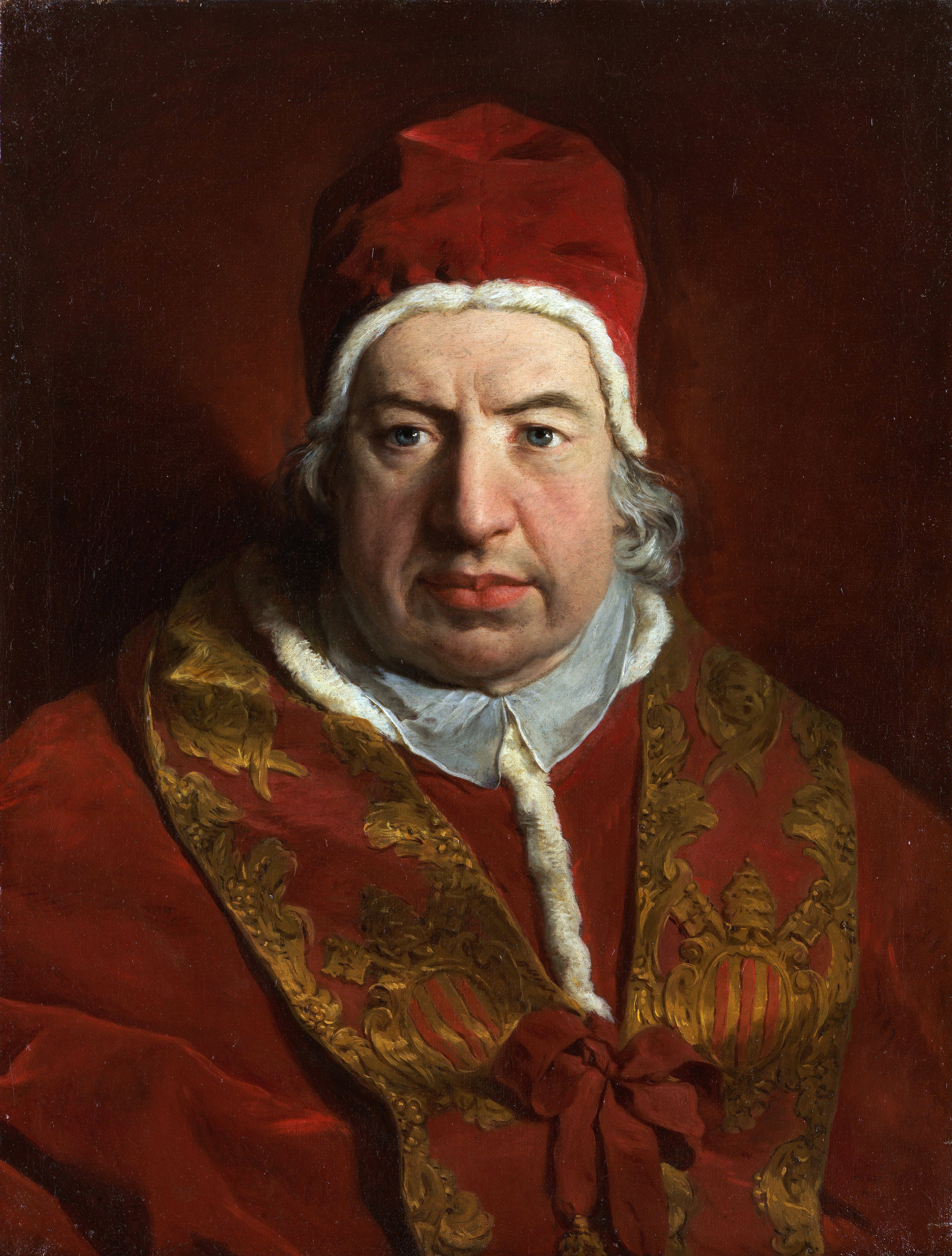
Pierre Subleyras, Papa Benedetto XIV (1746); olio su tela, 133x96 cm, Metropolitan Museum of Art, New York

##### Lo spirito del Lambertini
Il 6 febbraio 1740 papa Clemente XII, ormai infermo da molti anni, venne a mancare. Il conclave che si aprì il 19 febbraio risultò uno dei più aspri di tutta la storia moderna: la fazione filo franco-austriaca e quella filo-spagnola continuavano a scontrarsi e a non trovare un'intesa su un candidato gradito a entrambi gli schieramenti. Dopo la caduta delle candidature di Neri Corsini e di Annibale Albani, il collegio cardinalizio cercò di trovare un candidato nella figura di Pompeo Aldrovandi, ma questi non riusciva a raggiungere il quorum necessario per essere eletto sommo pontefice. Il cardinale Lambertini, che non era stato preso ancora in considerazione come candidato, cercò di smuovere le acque dicendo ai cardinali, con quello spirito scherzoso che lo contraddistingueva: «Volete un santo? Scegliete Gotti. Volete uno statista? Eleggete Aldobrandini. Volete un uomo onesto? Eleggete me».

##### Elezione e insediamento
Che sia vero o no questo aneddoto, i cardinali convennero nel far convergere i voti sul neutrale arcivescovo di Bologna. Questi fu eletto al soglio pontificio il 17 agosto 1740, nonostante non desiderasse quella carica. Al momento dell'elezione, infatti, rivolse ai cardinali le tre seguenti motivazioni, che sancivano la sua pur riluttante accettazione del soglio di Pietro:
(Rendina-Quel conclave lungo)
Il Lambertini fu poi incoronato papa il 22 agosto dal cardinale diacono Carlo Maria Marini, prendendo il nome di Benedetto in onore di Benedetto XIII, al quale doveva la sua carriera ecclesiastica.

##### Vescovo di Roma e arcivescovo di Bologna
Nonostante fosse divenuto vescovo di Roma, Benedetto XIV decise di tenere per sé anche il titolo di arcivescovo di Bologna, governando attraverso monsignor Giambattista Scarselli: troppo grande era l'affetto che nutriva nei confronti della sua diocesi. Mantenne questo incarico fino al 17 gennaio 1754, quando nominò suo successore Vincenzo Malvezzi Bonfioli. Il legame con Bologna fu intenso e a varie istituzioni culturali ed ecclesiali cittadine Benedetto XIV fece numerosi doni d'arte o strumenti di ricerca. In particolare, il papa mise sotto la sua protezione l'Istituto delle Scienze di Bologna, tanto da donare alla biblioteca dell'Istituto (oggi Biblioteca universitaria di Bologna) la raccolta dei 25.000 libri che componevano la sua biblioteca personale e il fondo archivistico con le carte di tutta la sua vita (oltre 500 capsule o volumi di carte).

#### La prima fase del pontificato: 1740-1750
I primi dieci anni del pontificato lambertiniano furono caratterizzati da una notevole apertura nei confronti del mondo laico, dall'abbandono dei pregiudizi verso metodi di governo e politiche religiose perseguite dai suoi predecessori. Esponente dell'Aufklärung cattolico, il Lambertini decise di perseguire una politica concordataria nei confronti delle potenze secolari, abbandonando in campo ecclesiastico l'eccessiva rigidità mentale tipica della prima Controriforma, pur mantenendone alcune sfaccettature, quali le visite pastorali e i criteri per la canonizzazione dei santi. Tale apertura "moderata" si può constatare osservando nello specifico le linee guida dell'azione benedettina.

##### La politica estera

###### I concordati e le aperture diplomatiche ai non cattolici

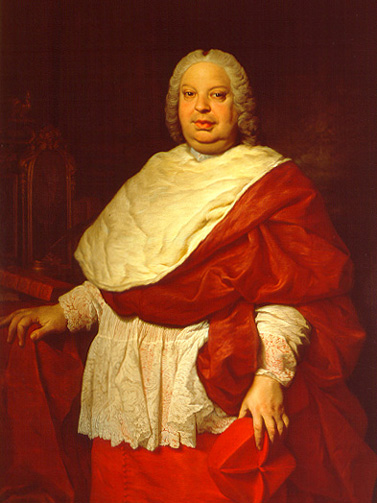
Pierre Hubert Subleyras, Ritratto del cardinale Silvio Valenti Gonzaga, olio su tela, 1745 circa, Galleria Cini, Roma. Segretario di Stato dal 1740 al 1756, il Gonzaga fu uno dei principali collaboratori diplomatici di Benedetto XIV, aiutandolo nella promozione della sua politica concordataria.

L'elezione del Lambertini al soglio pontificio avvenne in un periodo di grandi tribolazioni, causate principalmente dalle dispute tra le nazioni cattoliche e il Papato. Benedetto XIV riuscì a rifiutare la maggior parte delle richieste degli Stati nazionali di nominare i vescovi, serbandone il diritto di nomina alla Chiesa. Grazie a diplomatici eccellenti, quali il cardinale Silvio Valenti Gonzaga (segretario di Stato dall'elezione del papa fino alla sua morte nel 1756), Benedetto fu in grado di appianare le dispute della Santa Sede con alcuni dei principali sovrani europei. Per esempio, con Carlo Emanuele III di Savoia il papa stipulò un concordato (5 gennaio 1741) in cui si disponevano nuove misure da adottarsi riguardo all'amministrazione dei feudi pontifici in terra sabauda. Il 2 giugno del medesimo anno Benedetto e il Valenti Gonzaga riuscirono anche a trovare un accordo con Carlo III di Napoli riguardante i benefici ecclesiastici della Santa Sede in quel reame, rinunciando a buona parte degli antichi privilegi. Altri accordi simili si trovarono nei confronti del Regno del Portogallo (1745) e del Regno di Spagna (1753).
La nuova concezione moderna del rapporto tra potestà laicale e potere temporale della Chiesa, secondo la quale era necessario osservare in modo nuovo le esigenze degli Stati, cercava di superare con animo conciliante le eventuali divergenze, per il bene supremo delle anime. Benedetto XIV riteneva infatti «...di vivere in un'epoca che richiedeva assolutamente accondiscendenza verso i prìncipi temporali sul terreno civile per ottenere in cambio mano libera in quello spirituale, da non confondersi, quest'ultimo, con la difesa dei privilegi del clero». Con questo spirito, pertanto, Benedetto accettò la totale indifferenza con cui fu trattata la delegazione pontificia in occasione della pace di Aquisgrana, pace che sanciva la fine della guerra di successione austriaca (1740-1748): in tale congresso internazionale, infatti, le potenze diedero a Filippo di Borbone i feudi pontifici di Parma, Piacenza e Guastalla senza che il papa ne venisse informato. Il Rendina, addirittura, dà adito alle teorie per cui il pontefice intendesse abolire progressivamente il dominio temporale dei papi in nome dell'assoluta preminenza del carattere spirituale proprio del ministero pietrino. Le lettere che Benedetto XIV scrisse al marchese bolognese Paolo Magnani costituiscono una testimonianza preziosa di questi primi anni di pontificato e della lettura che il papa diede della guerra di secessione e del coinvolgimento della penisola come teatro di guerra.
Nello spirito di tolleranza che lo contraddistingueva, il papa riconobbe Federico II come re di Prussia e non più come semplice marchese del Brandeburgo. La questione del riconoscimento di questo titolo da parte di Benedetto nei confronti di un sovrano protestante fu una vera e propria rivoluzione diplomatica: il Lambertini, con questo atto, non soltanto differenziava le questioni politiche da quelle religiose, ma cercava anche di assicurare ai cattolici residenti in quel regno dei diritti che fino a quel momento erano stati negati dai papi precedenti. Altro segno di apertura fu dimostrato verso i protestanti austriaci: Benedetto XIV, infatti, «...permise all'imperatrice Maria Teresa di tollerare nei suoi Stati i protestanti, pur raccomandandole di cercarne con cristiana dolcezza la conversione».

###### Tra Carlo VII e Maria Teresa
Ciononostante, Benedetto commise un errore di valutazione nell'approvare l'elezione a imperatore del Sacro Romano Impero di Carlo VII di Baviera, avvenuta a Francoforte sul Meno nel febbraio del 1742, quale successore di Carlo VI d'Asburgo. Difatti, il nuovo pontefice misconobbe l'elezione a imperatore di Francesco Stefano di Lorena, marito di Maria Teresa d'Austria, figlia di Carlo VI. Quando però nel gennaio del 1745 Carlo VII morì e Maria Teresa, attraverso un accordo con suo figlio Massimiliano III di Baviera, ottenne per il marito il titolo di imperatore (settembre del medesimo anno), la posizione della Santa Sede si trovò immediatamente vacillante. Nonostante nell'agosto 1746 Benedetto inviasse agli imperiali consorti delle fasce benedette per il battesimo del futuro Giuseppe II d'Asburgo-Lorena, la Santa Sede non riacquistò la piena fiducia di Maria Teresa. Anche per questo motivo, le trattative pontificie, durante la pace di Aquisgrana del 1748, risultarono un fallimento, vista la vittoria degli Asburgo sui Wittelsbach.

##### Le riforme economico-amministrative

###### La riorganizzazione dell'Urbe e la ridefinizione degli incarichi pubblici

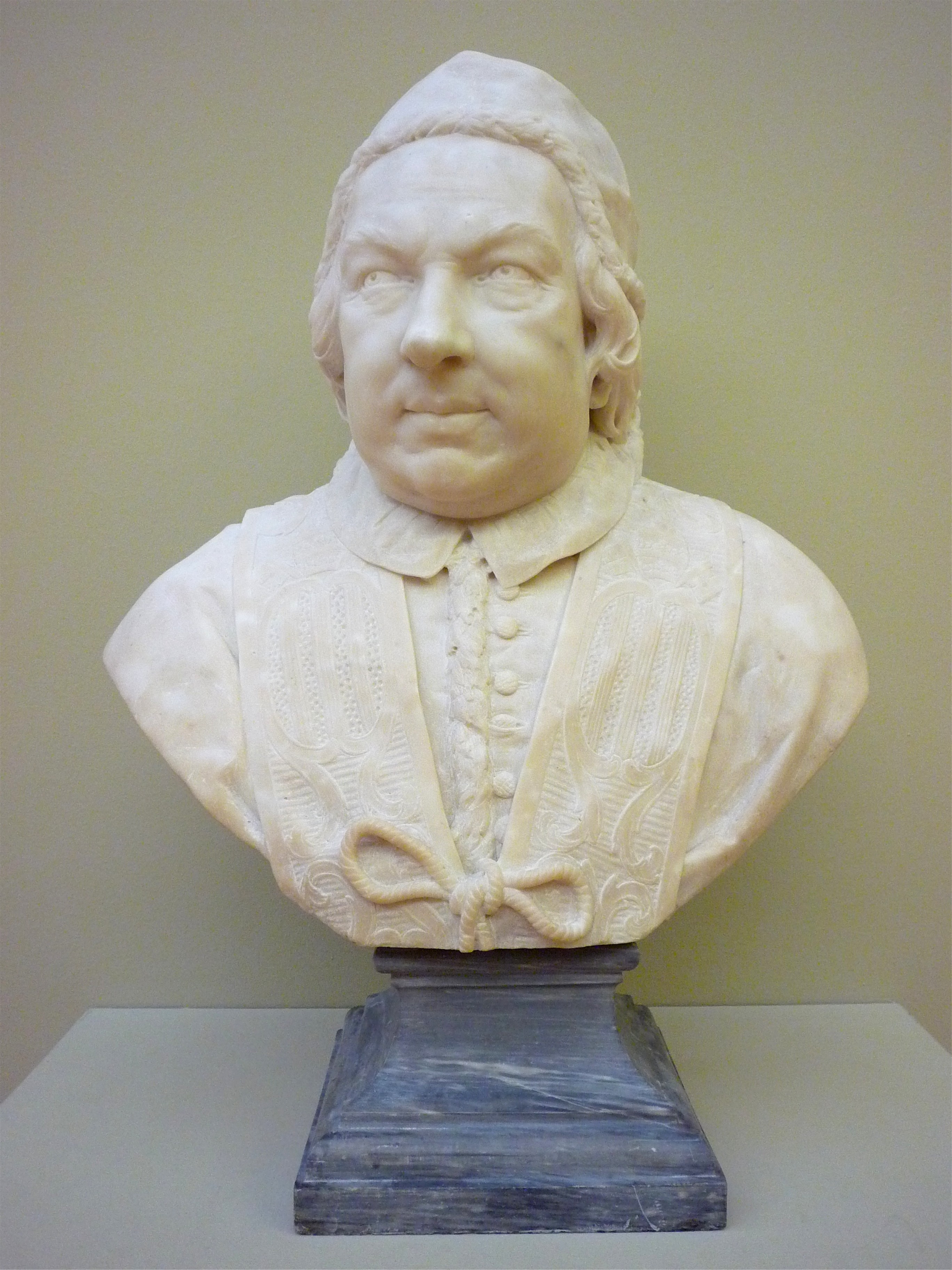
Busto di Benedetto XIV, realizzato da Pietro Bracci ed esposto al Museo di Grenoble

Non appena ascese al trono papale, il Lambertini trovò una situazione economica disastrosa. Cercò quindi di riorganizzare le finanze e di tutelare la sicurezza pubblica, ordinando la ridefinizione dei confini dei rioni nei quali era suddivisa la città di Roma e affidando all'architetto Giovanni Battista Nolli da Como l'incarico di disegnare una pianta accurata della città, cosa che avvenne nel 1748. Già prima di quell'anno, però, il Lambertini provvide ad identificare i rioni con delle apposite targhe e ad incaricare Gregorio Roisecco della stesura della prima guida turistica dell'Urbe, edita nel 1745 in tre volumi dal titolo Roma antica e moderna.
Sul piano più strettamente amministrativo Benedetto XIV individuò, come causa principale del dissesto finanziario dello Stato Pontificio, la cattiva amministrazione di una curia cosmopolita e corrotta. Il Papa intese quindi favorire, attraverso la nazionalizzazione delle cariche civili, le famiglie romane che conoscevano i problemi dello Stato e che avevano interesse a garantirne lo sviluppo e la buona amministrazione. Per questo, con la bolla Urbem Romam, promulgata il 4 gennaio 1746, papa Benedetto istituì un albo del ceto nobile romano, in cui vennero inserite 180 famiglie romane.

###### Liberalizzazione dei commerci
Già nel 1746 Benedetto si occupò di rivedere le politiche economiche dei suoi immediati predecessori, cercando, aiutato in questo dal suo segretario particolare Giovan Angelo Braschi (il futuro Pio VI), di rivitalizzare lo stato penoso in cui versava l'economia dello Stato della Chiesa. Per quanto riguarda strettamente i commerci, il motu proprio Pensando noi continuamente al comodo del 29 giugno 1748 liberalizzò i commerci negli Stati Pontifici, eliminando le dogane interne e permettendo una diminuzione dei prezzi dei manufatti artigianali. Grazie a queste misure il papa riuscì a risanare buona parte delle finanze pontificie.

###### La riforma dell'amministrazione e della giustizia
Benedetto avviò immediatamente anche un'opera di riforma del clero, a cominciare dai dignitari ecclesiastici a tutti i livelli, a Corte, in Curia, nel governo delle diocesi e delle province, cercando di controllare e correggere gli ecclesiastici indegni e incapaci, spinti dall'ambizione di carriera e di potere. Con le bolle Quantum ad procurandam (15 febbraio 1742) e Romanae Curiae (21 dicembre 1744) Benedetto tentò di migliorare l'efficienza della Curia romana, cercando di semplificare il sistema interdicasteriale della Curia. Il successo di questa sua opera riformatrice non mostrò immediatamente i suoi frutti, ma fu basilare per il miglioramento della qualità del clero nelle epoche successive. Assai intensa fu anche la sua attività a favore del sistema penale e giudiziario, grazie al motu proprio Dopo aver noi (30 settembre 1747) e con la bolla Rerum humanarum (15 dicembre 1747).

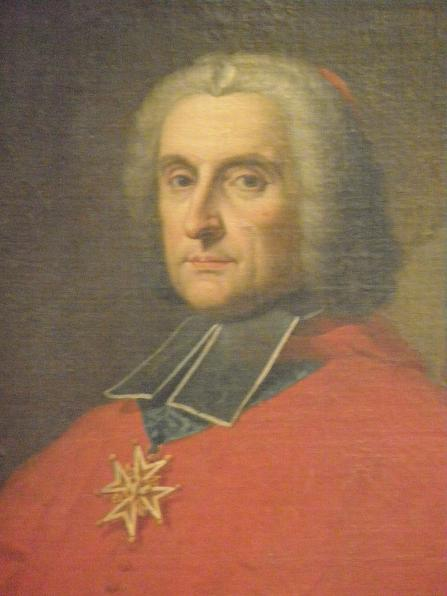
Des Neiges, Pierre-Paul Guérin Cardinale de Tencin, dipinto ad olio, XVIII secolo, Trésor de la Primatiale de Lyon, Lione. Il Cardinale de Tencin fu il colto porporato francese con cui Benedetto XIV ebbe una proficua corrispondenza.

###### La protezione dei poveri
Altri provvedimenti di carattere economico-amministrativo riguardarono la limitazione delle spese in favore dell'esercito e della corte pontificia: Benedetto volle favorire i più bisognosi concedendo, per esempio, «ai poveri contadini di spigolare in tutti i campi dello Stato della Chiesa in barba ai proprietari che volevano impedirlo, con un'ammenda di 30 scudi per i contravventori da distribuirsi tra gli stessi poveri». Sempre per alleviare le pene delle classi meno abbienti, il Moroni ricorda che il papa «soppresse sette pesanti tributi sulla seta cruda, sull'olio, sul bestiame e sopra altre derrate».

##### Provvedimenti teologici e pastorali

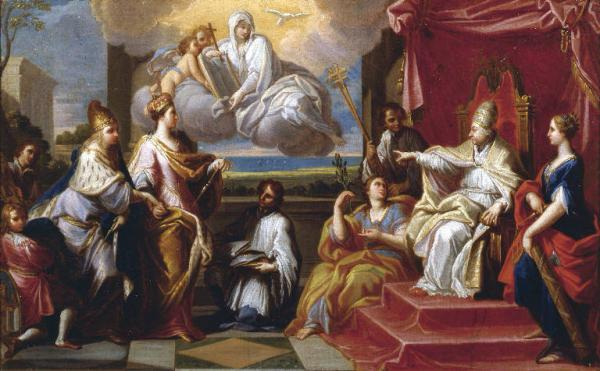
Placido Costanzi, Arbitrato di papa Benedetto XIV, olio su tela, 1751-52, Museo dell'Accademia Carrara, Bergamo

Benedetto XIV ebbe, sotto il profilo strettamente religioso, un pontificato estremamente attivo. Nella prima fase del pontificato dimostrò una volontà riformatrice nei vari provvedimenti teologici e pastorali, avvicinandosi al clima dell'Aufklarung (illuminismo) cristiano espresso dalle posizioni di Ludovico Antonio Muratori e del cardinale Pierre Guérin de Tencin, con cui il pontefice era in contatto epistolare. Seguendo il modello di Carlo Borromeo il pontefice richiamò i vescovi a risiedere nelle loro diocesi, non allontanandosi da esse per un periodo di tempo troppo lungo (costituzione Ad universae christianae reipublicae, 3 settembre 1746).

###### L'attività missionaria
Innanzitutto, nel 1741 emise la bolla Immensa Pastorum principis contro lo schiavismo nelle Americhe, chiedendo ai vescovi portoghesi di difendere i diritti umani degli Indios. Nonostante la presa di posizione in favore delle popolazioni indigene, Benedetto si dimostrò invece risoluto nel mantenere la purezza rituale anche nei contesti extra-europei. Il Lambertini promulgò a tal proposito le bolle Ex quo singulari (11 luglio 1742) e Omnium solicitudinum (12 settembre 1744), ove denunciò l'adattamento del cristianesimo ai modelli culturali locali, estensivamente utilizzato dai gesuiti nelle loro missioni in Cina. Per esempio lo status degli antenati - l'onore tributato agli antenati da parte della cultura cinese - doveva essere considerato «adorazione degli antenati» o qualcosa di simile alla venerazione cattolica dei santi. Condannata questa pratica cultuale con la Ex quo singulari, colla Omnium solicitudinum Benedetto promosse la stessa linea intransigente nei confronti dei riti malabarici dell'India. Sempre in Asia, Benedetto accettò l'invito di alcuni sovrani tibetani ad inviare, in quel Paese, alcuni frati cappuccini per la predicazione del Vangelo.

###### I provvedimenti liturgici

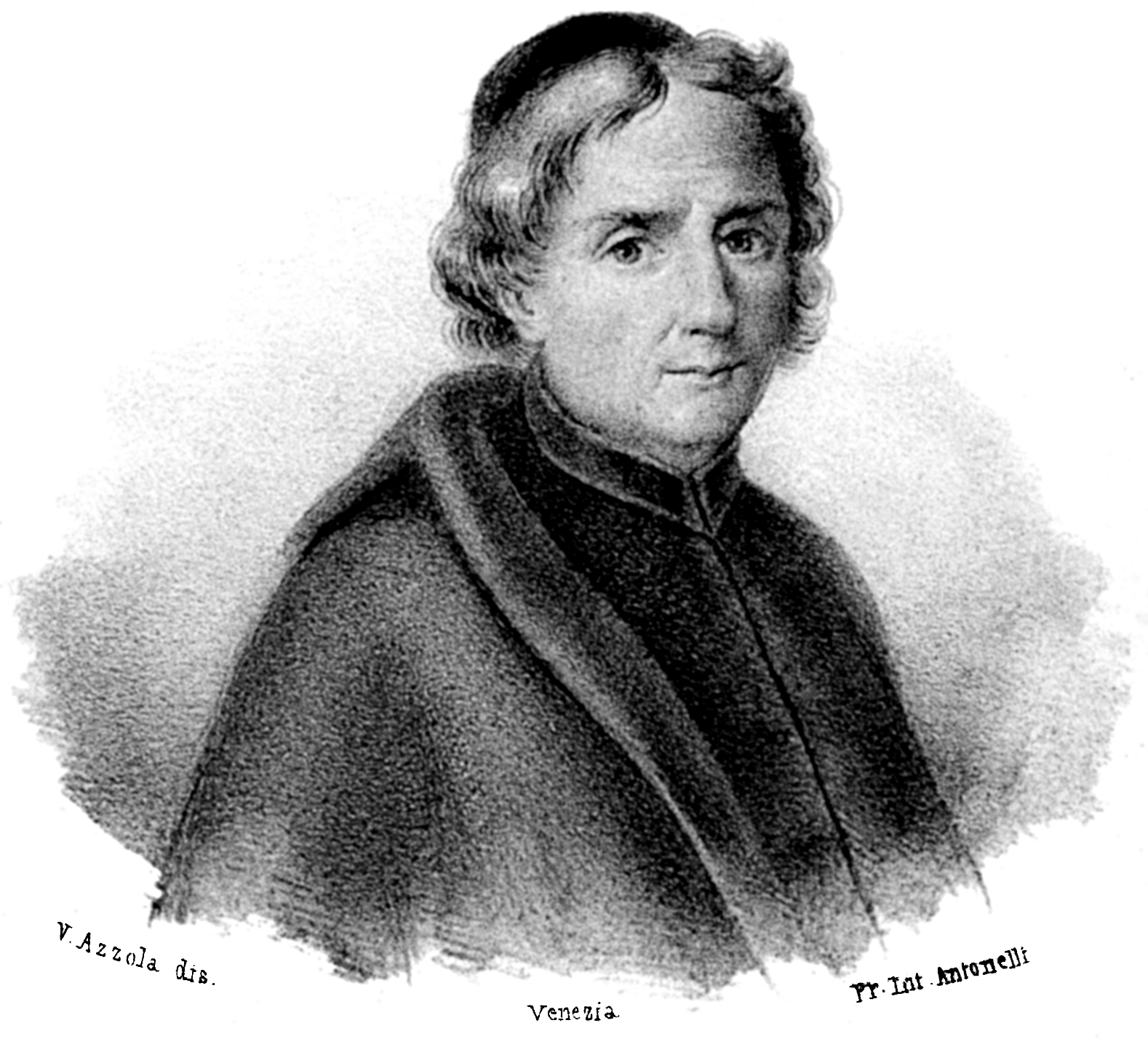
V. Azzola, Ludovico Antonio Muratori, incisione presa dagli Annali d'Italia, Vol. 1, edizione del 1843. Insigne studioso dell'età dei lumi, versatile in teologia, in storia e in letteratura, il Muratori fu tenuto in grandissima considerazione da Benedetto XIV, tanto che il Papa ne seguì alcune indicazioni di carattere pastorale e liturgico.

Il Pontefice, desideroso di promuovere una religiosità semplice e improntata alla purezza del rito, ordinò nel 1740 che non venissero utilizzate le trombe durante la celebrazione eucaristica, e nel 1746 chiese ai vescovi dello Stato Pontificio di porre sempre il crocifisso sugli altari e di controllare la devozione verso i santi, nel tentativo di regolarizzare e uniformare la devozione popolare. Nel contempo, il papa tentò di porre al centro della celebrazione eucaristica la musica sacra, depurandola dagli abusi e cercando di riportarla alla purezza originaria, secondo i dettami del Concilio di Trento: così viene raccomandato nell'enciclica Annus Qui Hunc (1749), pubblicata anche in occasione dell'imminente giubileo. In base a quanto richiesto dal Muratori, Benedetto XIV ridusse nel 1742 i giorni di precetto in tutta Italia, per poi estendere tale decreto anche alle restanti zone d'Europa tra il 1748 e il 1754. Sempre in questo spirito, il pontefice si accinse, già dal 1741, ad attuare una riforma generale del breviario, opera che però non riuscì a completare a causa della mancanza di collaboratori che l'aiutassero in tale proposito.

Riuscì invece a portare a compimento la decisione di attenuare la proibizione della traduzione della Bibbia in italiano. Il 13 giugno 1757 modificò la regola precedente, che risaliva a Pio IV, "permettendo la lettura delle versioni in volgare approvate dalla Santa Sede o pubblicate sotto la sorveglianza dei vescovi". L'abate Antonio Martini, recependo il desiderio del pontefice di una traduzione della Bibbia in italiano, realizzò la traduzione completa della Sacra Scrittura dalla Vulgata (1769-1781).

###### La nascita dell'Enciclica moderna
Benedetto cercò, in quest'opera di riforma, una forma di colloquio con l'episcopato. Non poteva il solo papa, infatti, promuovere i suoi propositi senza che i vescovi e il clero non ne fossero partecipi. Pertanto, poco dopo la sua ascesa al papato, il Lambertini promosse la diffusione di lettere pontificie indirizzate alla cristianità cattolica (le encicliche appunto) in cui si esponevano le direttive pontificie in materia dottrinale. La prima delle encicliche (Ubi Primum) fu indirizzata ai vescovi il 3 dicembre del 1740, tramite la quale chiedeva ai vescovi di rispettare le norme disciplinari del Concilio di Trento e di esaminare attentamente i candidati al ministero sacerdotale.

###### I rapporti con gli ebrei
Molto meno tollerante si presentò la politica di Benedetto XIV nei confronti degli ebrei. Già tartassati e vilipesi dalle nazioni cristiane in generale per l'infamante accusa di deicidio, il popolo ebraico era oggetto di particolari persecuzioni nello Stato della Chiesa. Essendo uno stato teocratico, lo Stato Pontificio era particolarmente severo nei confronti della comunità ebraica, e tale situazione peggiorò nel corso del XVIII secolo, quando Clemente XII, aiutato dal cardinale Petra, aveva edito nel 1733 un dettagliato manuale antiebraico, imponendo inoltre una serie di provvedimenti restrittivi nel resto del suo pontificato.
Papa Lambertini, nonostante l'apertura culturale e psicologica dimostrata in varie occasioni, non si discostò dalle posizioni tradizionali della Chiesa cattolica, rinnovando nel 1746 il sovracitato codice promosso dal suo predecessore. Nel corso della seconda fase del suo pontificato, papa Lambertini rincarò la dose con la bolla Beatus Andreas (1755), con la quale egli prestò attenzione alla questione del cosiddetto omicidio rituale dando al clero severe e precise istruzioni su come procedere nei confronti di tali pratiche. Bisogna però ricordare che questi documenti erano rivolti contro gli ebrei adulti. Riguardo al battesimo forzato degli ebrei infanti, invece, Lambertini fu invece molto più tollerante: stabilì che non dovessero essere battezzati contro il consenso dei genitori e che si potesse procedere al battesimo qualora il bambino fosse stato abbandonato dai genitori.

#### Il Giubileo del 1750 e san Leonardo
(Estratto dalla bolla Peregrinantes a Domino)

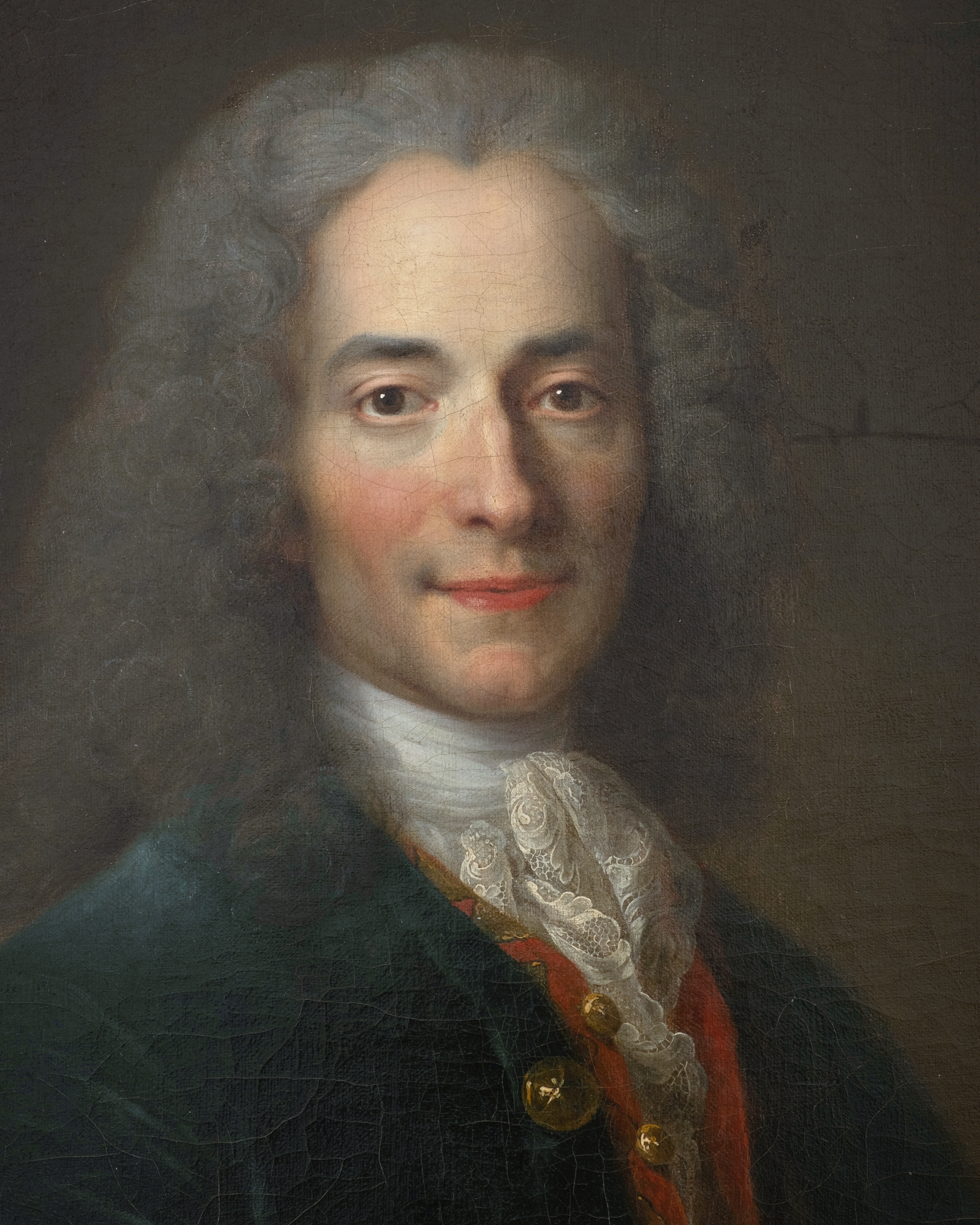
Nicolas de Largillierre, Ritratto di François-Marie Arouet, detto Voltaire, olio su tela, dopo il 1724-1725, Museo Carnavalet. Filosofo di spicco del movimento dei lumi, critico severissimo contro tutte le superstizioni (nonché contro la religione cattolica), ebbe un rapporto più che singolare con questo pontefice: apprezzato dal Lambertini per il dono del Mahomet e per la vivacità del suo ingegno, le opere di Voltaire furono poste nell'Indice dei libri proibiti nel 1751.

Benedetto XIV, con la bolla Peregrinantes, promulgò per il 1750 il Giubileo. Quest'ultimo fu improntato ad un profondo clima spirituale (il papa chiamò san Leonardo da Porto Maurizio a predicare), senza però quelle teatralità che davano alle funzioni religiose un'aura di bigotteria in base allo spirito di riforma liturgica che stava promuovendo in quegli anni. Il Pontefice curò ogni singolo dettaglio dell'anno santo, stabilendo le principali iniziative spirituali (tra cui anche l'unità dei cristiani), organizzando le strutture ricettive (l'ospitale della Trinità accolse, su disposizione del papa, per tre giorni i pellegrini poveri) e accogliendo lui stesso i pellegrini che giungevano nella città eterna.
Strettissimo fu il rapporto che ebbe con il già citato san Leonardo: già presente a Roma nel luglio del 1749 per tenere dei sermoni sulla penitenza e sulla conversione del cuore, il predicatore francescano si recava ogni domenica dal Papa. Benedetto, secondo il suo stile consueto, era solito sbalordire partecipando lui stesso agli incontri che teneva il frate. Sempre sulla spinta di San Leonardo, Benedetto fu il primo pontefice a istituire la Via Crucis (pratica quotidiana per la vita spirituale del frate) al Colosseo, monumento che Benedetto volle preservare dallo smantellamento progressivo (veniva utilizzato come cava di marmo) consacrandolo in quanto luogo di martirio dei primi cristiani. A segno di questa consacrazione (la Via Crucis si tenne il 27 novembre dell'Anno Santo), il Papa pose nell'arena una croce con 14 edicole della Via Crucis, che verranno tolte nel 1874. La sola croce verrà ripristinata nel 1925.

#### Il trattatoDe servorum Dei beatificatione
Lo stesso anno del Giubileo il Papa pubblicò l'opera De servorum Dei beatificatione et beatorum canonizatione, fondamento della procedura moderna di canonizzazione dei santi e beati, secondo la quale per essere elevati agli onori degli altari bisognava essere stati autori almeno di un miracolo, cioè di un evento sovrannaturale avvenuto tramite l'azione divina. L'esame di tale miracolo deve essere affidata a una congregazione cardinalizia che deve vagliare in modo attento e scrupoloso tale miracolo, unitamente alla condotta di vita e alla fede del "candidato" alla santificazione. Alla regola si riconoscono alcune eccezioni, come per il caso di Pellegrino Laziosi, riconosciuto dalla Congregazione dei Riti sulla base del culto da tempo immemorabile (e non sulla base di un pur esistente indulto pontificio) o, più in generale, per i casi di indulto pontificio.

#### La seconda fase del Pontificato (1750-1758)

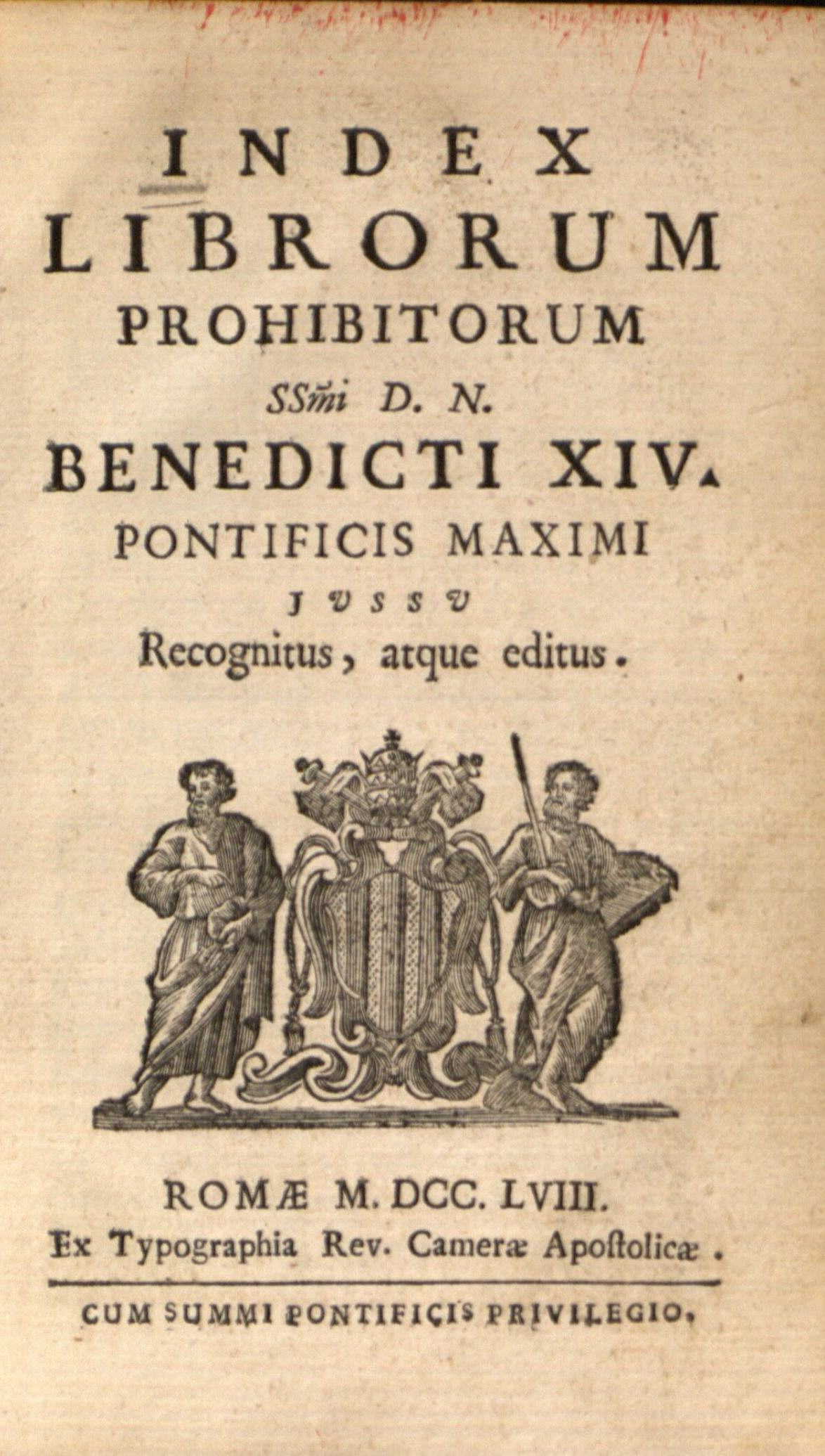
L'Indice dei libri proibiti del 1757. L'edizione suscitò clamore per l'assenza di alcuni trattati galileiani, in quanto l'astronomo gesuita Boscovich aveva dimostrato la validità delle tesi astronomiche di Galileo

Negli ultimi otto anni del suo pontificato Benedetto, pur mantenendo intatte alcune linee riformatrici, cambiò rotta nei confronti dell'illuminismo e delle associazioni che erano estranee alle linee programmatiche della Chiesa. Mario Rosa sottolinea che:
(Rosa, Pope Benedict XIV, pp. 227-228)
Questo clima di cauta moderazione, che si altalenò tra concessioni alla libertà di pensiero e restrizioni della medesima in difesa della fede, segnò l'inizio di quel clima di conservatorismo dottrinale che si manifestò sotto i pontificati di papa Clemente XIII e di papa Pio VI, segnando così la fine del clima di riforma iniziato a partire da Innocenzo XI.

##### Irrigidimento dottrinale
Difatti il Papa, il 18 maggio 1751, rinnovò la condanna nei confronti della massoneria (bolla Providas romanorum pontificum) espressa già a suo tempo dal predecessore Clemente XII; il 13 marzo del 1752 le opere degli illuministi furono condannate e messe all'Indice. Questo cambio di rotta fu dovuto con tutta probabilità al timore che il Pontefice provava nei confronti delle critiche più aspre verso il cristianesimo e la struttura gerarchica della Chiesa.

##### La revisione dell'Indice dei libri proibiti
Il discredito delle due Congregazioni del Sant'Uffizio e dell'Indice, che si occupavano della censura preventiva e della proibizione dei libri, indussero Benedetto XIV a rivedere attentamente tutta la delicata materia e a riformarne la legislazione, disciplinando con rigore tutta la procedura nell'esame delle opere sospette, al fine di evitare arbitrii e abusi, fino ad arrivare a una completa riforma dell'Indice. Il primo documento papale riguardante una riforma dell'Indice fu la costituzione Sollicita ac provida (9 luglio 1753), con la quale il pontefice esortava a un controllo più attento e intelligente delle opere che venivano selezionate dalla censura.

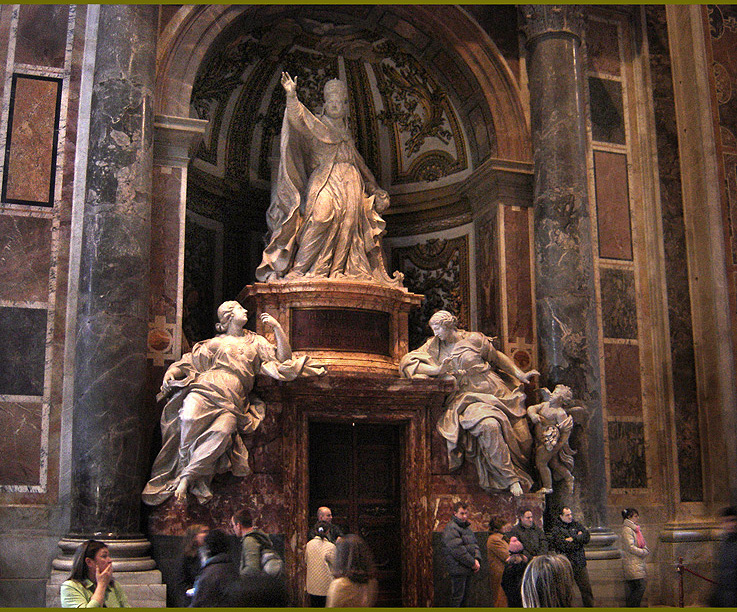
Pietro Bracci, Il monumento funebre di Benedetto XIV, Basilica di S.Pietro, 1763.

Secondo il Lambertini, infatti, il doveroso rispetto della legge e della tradizione dovevano andare di pari passo con quello altrettanto doveroso verso tutto ciò che era ricerca ancora in atto al livello degli eruditi. Il 23 dicembre 1757, Benedetto pubblicò finalmente la nuova edizione dell'Indice dei Libri Proibiti. In contrasto con l'irrigidimento dimostrato verso il movimento dei Lumi, quest'edizione "destò scalpore" per la sua liberalità nei confronti delle tesi copernicane e galileiane, atteggiamento dovuto alle scoperte dello scienziato gesuita Ruggiero Giuseppe Boscovich.

#### Il declino, la morte e la sepoltura
Il 1758 vide un rapido esaurimento delle energie fisiche dell'anziano pontefice, che aveva raggiunto la ragguardevole età di 83 anni. All'inizio dell'anno fu afflitto da un attacco di gotta, dalla quale sembrò essersi ripreso verso febbraio. Verso la fine di aprile, però, si ebbe il definitivo tracollo e il 3 maggio Benedetto XIV morì. Al momento della morte, si dice che egli abbia pronunciato la famosa frase latina:
aggiungendo poi:
essendo consapevole che la sua opera riformatrice non sarebbe stata compresa dai suoi successori
.

## Il patronato di Benedetto XIV

### I contatti epistolari con credenti e non credenti
Lambertini, da uomo di grande cultura (amava dissertare di arte e poesia), mantenne difatti contatti epistolari non soltanto con i cattolici più "illuminati" del suo tempo, da sovrani come Francesco I, Maria Teresa d'Austria, Luigi XV di Francia, Giovanni V del Portogallo a intellettuali del calibro di Scipione Maffei, Antonio Genovesi, Girolamo Baruffaldi, Ludovico Antonio Muratori, Pierre-Louis Moreau de Maupertuis, ma anche con sovrani protestanti (Federico II) e con uomini dichiaratamente anticlericali, quali Voltaire, con cui ebbe un rapporto singolare. Il filosofo francese giunse, infatti, a dedicare il suo Mahomet al papa, esaltandolo con il seguente distico: «Lambertinus hic est Romae decus et pater orbis, / qui mundum scriptis docuit, virtutibus ornat», suscitando non poco imbarazzo tra gli ambienti più conservatori del cattolicesimo.

### La riqualificazione dei più importanti edifici sacri romani
Durante il suo pontificato, vennero realizzati i restauri di diverse chiese e basiliche.

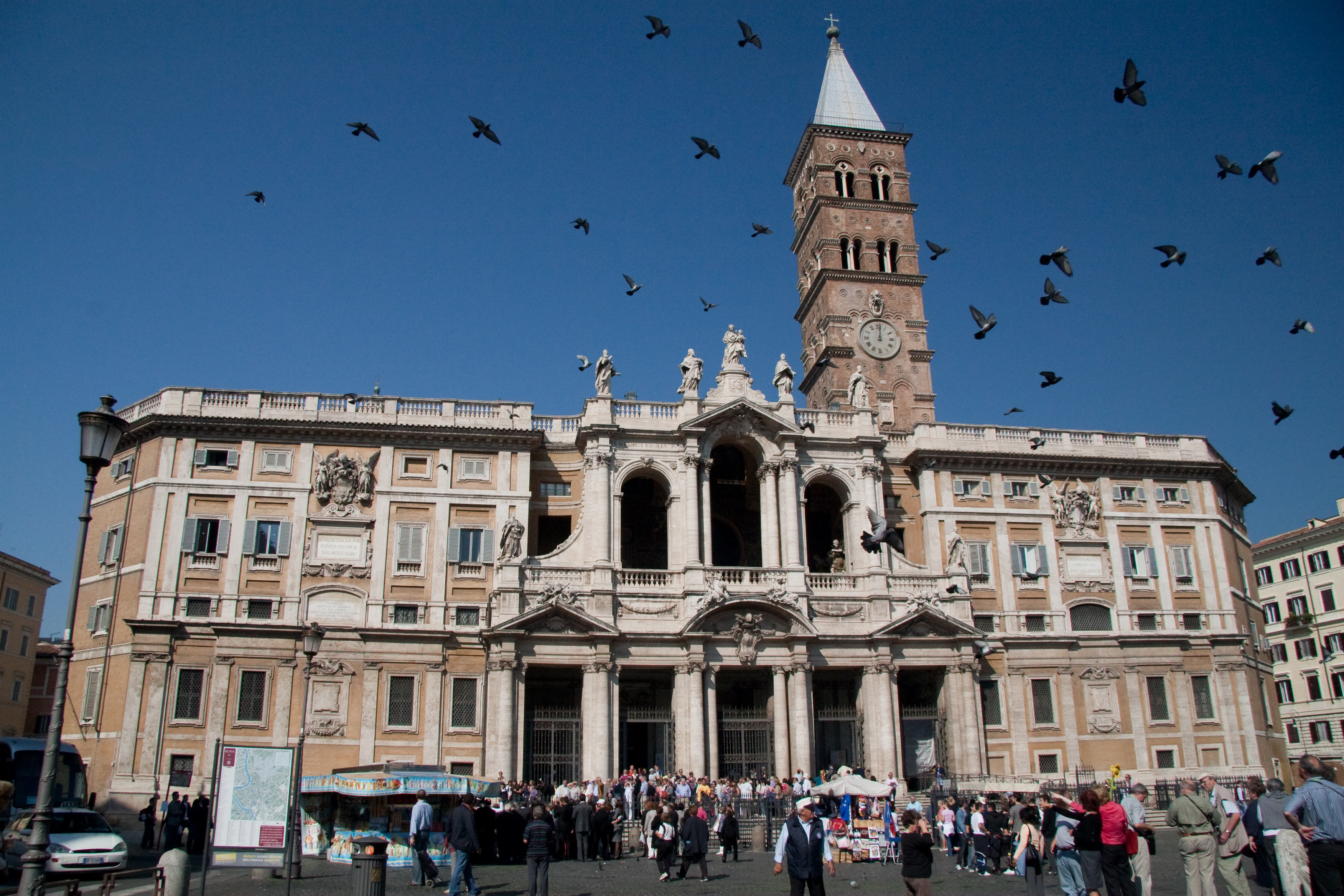
La basilica di Santa Maria Maggiore fu oggetto di particolare attenzione da parte dei pontefici Clemente XII (1730-1740) e Benedetto XIV, in quanto l'edificio presentava cedimenti strutturali.

- Basilica di San Pietro: nel 1742 Benedetto chiese all'architetto Giovanni Poleni di restaurare la cupola della basilica, in precarie condizioni di stabilità. Il Poleni, grazie all'utilizzo della macchina divulsoria, rinforzò la struttura della cupola con sei cerchioni di ferro, operazione che richiese cinque anni di lavoro (dal 1743 al 1748)[89].
- Basilica di Santa Maria Maggiore: già sotto il pontificato di Clemente XII, versava in pessime condizioni. Il portico esistente minacciava di crollare. Le già esauste finanze pontificie, però, non permisero all'architetto Ferdinando Fuga di procedere efficacemente. Ciò nonostante, Benedetto XIV non desistette dall'opera, e accolse le richieste dei canonici di Santa Maria Maggiore, dando al Fuga il denaro necessario (ricavato tramite quell'oculata politica economica prima ricordata) per procedere prima al restauro della facciata (1743), mentre i lavori riguardanti le navate proseguirono fino al 1750[90].
- Basilica di Santa Croce in Gerusalemme: Benedetto affidò agli architetti Pietro Passalacqua e Domenico Gregorini il compito di restaurare la facciata della chiesa di cui era titolare quando era cardinale, dandole l'aspetto odierno[91].
- Chiesa di Sant'Agata in Trastevere: costruita sotto il pontificato di Clemente XI, il Lambertini incaricò Giacomo Recalcati della sua ricostruzione[62].
- Chiesa dei Santi Marcellino e Pietro al Laterano: ricostruita completamente in occasione del Giubileo[62].

Il papa s'interessò anche di altri monumenti romani.
- Castel Sant'Angelo: nel 1746, dopo un concorso pubblico, affidò allo scultore fiammingo Peter Anton von Verschaffelt la creazione di una nuova statua raffigurante l'angelo a cui si deve l'eponimo all'antico mausoleo di Adriano. L'opera fu realizzata in previsione del giubileo del 1750[92].
- Fontana di Trevi: iniziata sotto Clemente XII, Benedetto inizialmente sospese i lavori per l'ingente costo che prevedeva la sontuosa opera. Questi ripresero dopo che fu riprogettata la fontana nel 1742, per poi essere inaugurata alla presenza del pontefice nel 1744[62]. La fontana verrà definitivamente ultimata nel 1762, sotto Clemente XIII.
- Colosseo: Nel 1744 papa Benedetto XIV ordinò la fine delle spoliazioni con un editto e vi fece costruire le quattordici edicole della Via Crucis, e nel 1749 dichiarò il Colosseo chiesa consacrata a Cristo e ai martiri cristiani.[93] Fino ad allora il Colosseo era stato usato come cava per materiali da costruzione dei palazzi romani. Grazie all'intervento di Benedetto XIV il Colosseo è potuto arrivare fino ai giorni nostri.

### Bibliofilia, accademie e sviluppo culturale
Benedetto non trascurò la promozione della cultura, attraverso la fondazione di nuove biblioteche e l'arricchimento di quelle già esistenti.
- Fondò, già nel 1740, l'Accademia delle Romane Antichità (divenuta poi nel 1810 Accademia Romana di archeologia, oggi conosciuta come Pontificia Accademia Romana di Archeologia), con l'aiuto dell'archeologo Johann Joachim Winckelmann[15][94].
- Incrementò la dotazione di quella Vaticana, per la quale acquistò il fondo ottoboniano, e creò anche il Museo di antichità cristiane (con la bolla Ad optimarum artium, 30 settembre 1757[95]).
- Rese accessibile la Biblioteca Corsiniana e diede impulso a molte biblioteche di ordini religiosi o conventuali[15].
- Arricchì le collezioni dei Musei Capitolini, attraverso la fondazione della Pinacoteca nel 1748[15].
- La riforma dell'Università La Sapienza. Lo Studio fu riordinato in base a due bolle, Inter conspicuos ordines del settembre 1744 e Quanta Reipublicae obveniat del 14 ottobre 1748. Con il primo atto il pontefice sostituì la lettura di philosophia ordinarie con un insegnamento di «fisica sperimentale»; in pratica il corso di fisica si sdoppiò in due insegnamenti: uno teorico, l'altro basato sulla pratica dell'osservazione e della sperimentazione dei fenomeni, che integrava l'insegnamento ex cathedra. Il secondo provvedimento istituì una cattedra di chimica per la classe medica ed una cattedra di matematica superiore (matematica sublime), da affiancare all'insegnamento di geometria[96];
- La riforma dell'Accademia dei Lincei. Convinto che «...il miglior servizio che si potesse fare alla Santa Sede fosse di portare a Roma "uomini dotti e onesti"», Benedetto protesse la rinata Accademia dei Lincei grazie all'ausilio di Giovanni Paolo Simon Bianchi (latinizzato in Janus Plancus), medico e scienziato riminese che, nel 1745, rifondò l'antica accademia voluta da Federico Cesi nel 1603. Sotto il patronato lambertiniano, i lincei si occuparono principalmente di anatomia, storia naturale e fisica[97].
- La protezione dell'Università di Bologna. Nonostante fosse divenuto papa, il Lambertini mantenne un forte legame con la sua città natale, interessandosi dell'Università di Bologna, alla quale donò la sua biblioteca privata[98].

### L'impulso scientifico
L'alacre attività culturale di Benedetto non si fermò soltanto al mero campo artistico e/o umanistico, come fecero i suoi predecessori. Primo dopo molti secoli, Benedetto comprese l'importanza dello sviluppo della scienza, perché potesse diventare strumento per il miglioramento materiale dell'umanità. Papa Lambertini continuò, inoltre, anche il patronato nei confronti delle scienze mediche, fisiche e astronomiche già perseguite durante il periodo in cui fu arcivescovo di Bologna. Nel 1748, oltre alla Bassi, invitò a insegnare a Bologna anche la matematica milanese Maria Gaetana Agnesi e nel 1757 aprì nella sua città natale la prima cattedra di ostetricia in Italia, chiamando come insegnante Giovanni Antonio Galli.

## Giudizi su Benedetto XIV

### Tra XVIII e XIX secolo

#### Giudizi positivi
(Carlo Botta, Storia d'Italia, libro XLI)
Con queste parole Carlo Botta descriveva in poche righe la figura di Benedetto XIV. Lo stesso Lambertini fu visto, da parte della storiografia di tendenza cattolico-liberale e da quella liberale (come Simonde de Simondi) come il fulgido esempio di una Chiesa che si intendeva rinnovare dal profondo. Però, Benedetto non fu soltanto apprezzato dal mondo cattolico. Come già ricordato prima, Papa Lambertini fu benvoluto dagli atei e dai protestanti, per il suo atteggiamento conciliante e illuminato. Infatti, all'indomani della sua morte, lo scrittore Horace Walpole, figlio del primo ministro britannico Sir Robert Walpole, fece erigere un monumento la cui epigrafe riportava la dedica da parte degli anglicani "al migliore dei pontefici":
(Horace Walpole, Epitaffio in Moroni, p. 49)

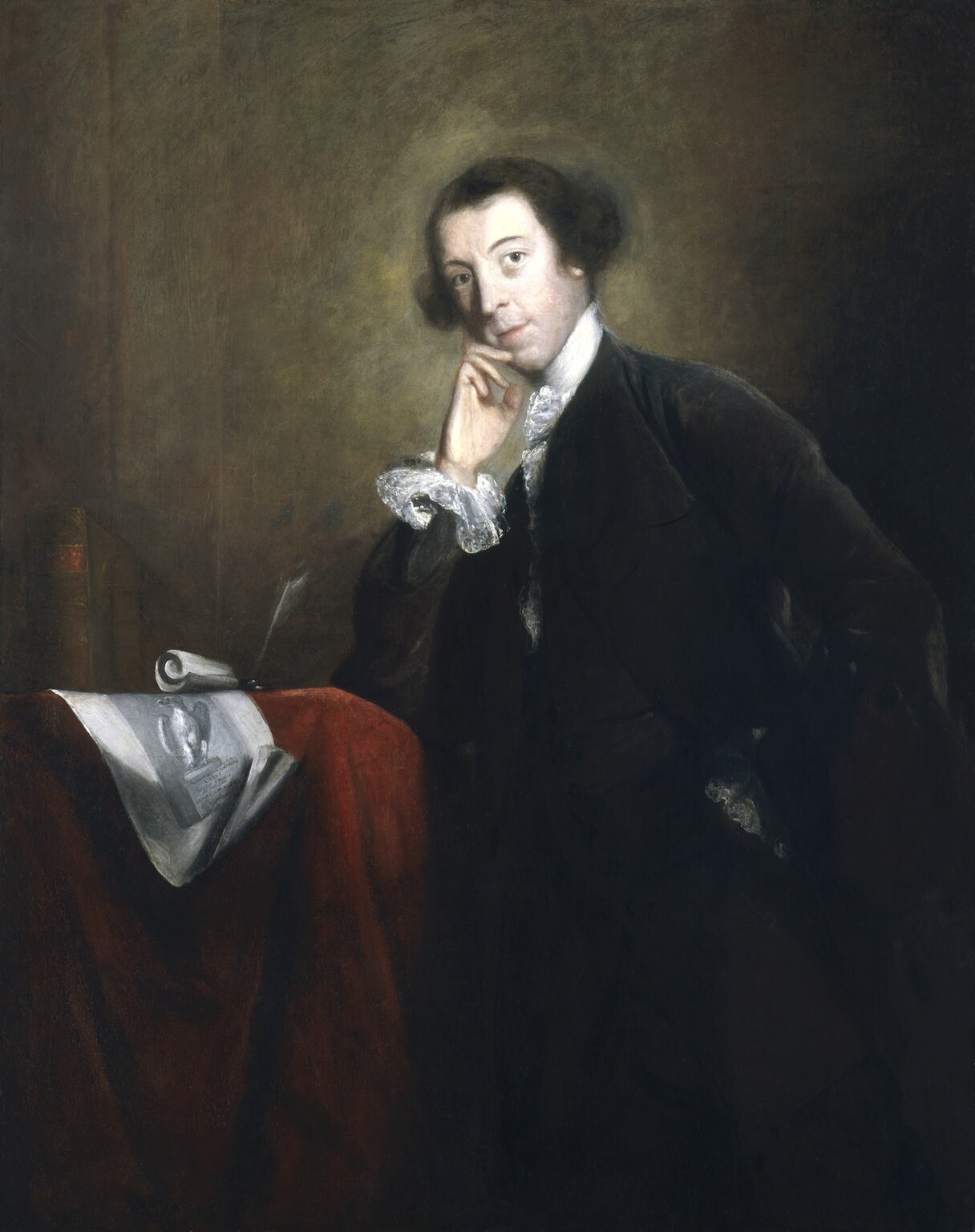
Joshua Reynolds, Ritratto di Horace Walpole, 1756-1757 circa, Olio su tela, National Portrait Gallery, Londra.

È assai significativo che in un Paese come il Regno Unito, dalla fortissima tradizione antipapista, sia stato tessuto un elogio di tal genere. Il Moroni continua riportando le reazioni degli altri Paesi protestanti:
GIOVANNI PITT / CHE NON HA MAI DETTO BENE / DI ALCUN PRETE DELLA CHIESA ROMANA / HA FATTO INNALZARE QUESTO MONUMENTO / AD ONORE DI BENEDETTO XIV SOMMO / PONTEFICE»
(Moroni, p. 49)
Oltre alle manifestazioni di simpatia nutrite da parte delle élite anglicane e protestanti più in generale, il papato lambertiniano fu giudicato positivamente anche dagli storici di tale confessioni religiose, quali l'inglese Thomas Macaulay.

### La gerarchia ecclesiastica

#### Gli immediati successori
Da parte della gerarchia ecclesiastica, però, l'opera lambertiniana non fu recepita dalla maggior parte del clero, tanto che il suo immediato successore, papa Clemente XIII, annullò gran parte dello spirito riformatore del Lambertini. Ciò non fu dovuto soltanto alla differenza di carattere tra i due uomini, ma anche a delle precise ragioni di governo ecclesiastico. Come si è potuto vedere negli ultimi anni del pontificato lambertiniano, la spinta innovatrice propugnata negli anni '40 scemò davanti all'aggressività e al sempre più palese anticlericalismo di alcune branche dell'illuminismo radicale impersonate dai vari primi ministri delle corti europee, tra i quali spiccava il Pombal del Regno del Portogallo. I successori di Benedetto XIV, cioè Clemente XIII e Clemente XIV, erano dotati certamente di una prospettiva ecclesiale meno aperta del Lambertini, trovando perciò naturale consolidare l'irrigidimento politico del papato.

#### I papi del XX secolo
La sua figura fu rivalutata nel corso del XX secolo, quando Giacomo Della Chiesa assunse il nome di Benedetto XV (1914), in onore del Lambertini che fu, come lui, arcivescovo di Bologna prima di ascendere al soglio pontificio. Nel 1958 papa Pio XII, in occasione del bicentenario della morte, tenne un elogio di Papa Lambertini, riconoscendone le qualità umane e l'azione pastorale:
(Pio XII)

### La storiografia del XIX e del XX secolo

#### I critici dell'operato lambertiniano

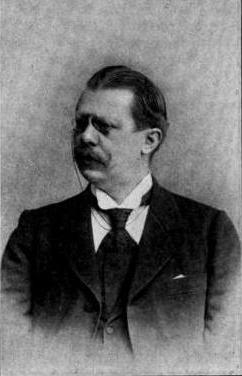
Ludwig von Pastor, in una fotografia scattata da anonimo nel XIX secolo. Cattolico conservatore, apprezzò lo spirito umano e le iniziative culturali di Benedetto XIV, ma non la sua politica estera.

Nel corso del XIX secolo, quando la religione era posta sulla difensiva a causa del liberalismo e dell'indifferentismo religioso, il papato lambertiniano non fu giudicato così entusiasticamente dagli storici di matrice cattolica. Per esempio, Ludwig von Pastor, benché ne sottolineasse la grandezza d'animo, si dimostrò invece critico verso la sua politica concordataria, in quanto arrendevole e priva di spirito autoritario nella difesa dei benefici ecclesiastici.
Un altro storico e teologo cattolico tedesco, il cardinale Joseph Hergenröthe (1824-1890), giudicò l'atteggiamento conciliante di Benedetto XIV come fuori luogo per un pontefice, e che «si fosse lasciato trascinare al di là di quel che sarebbe stato ragionevole e per principio ammissibile».

### Le posizioni del XX secolo

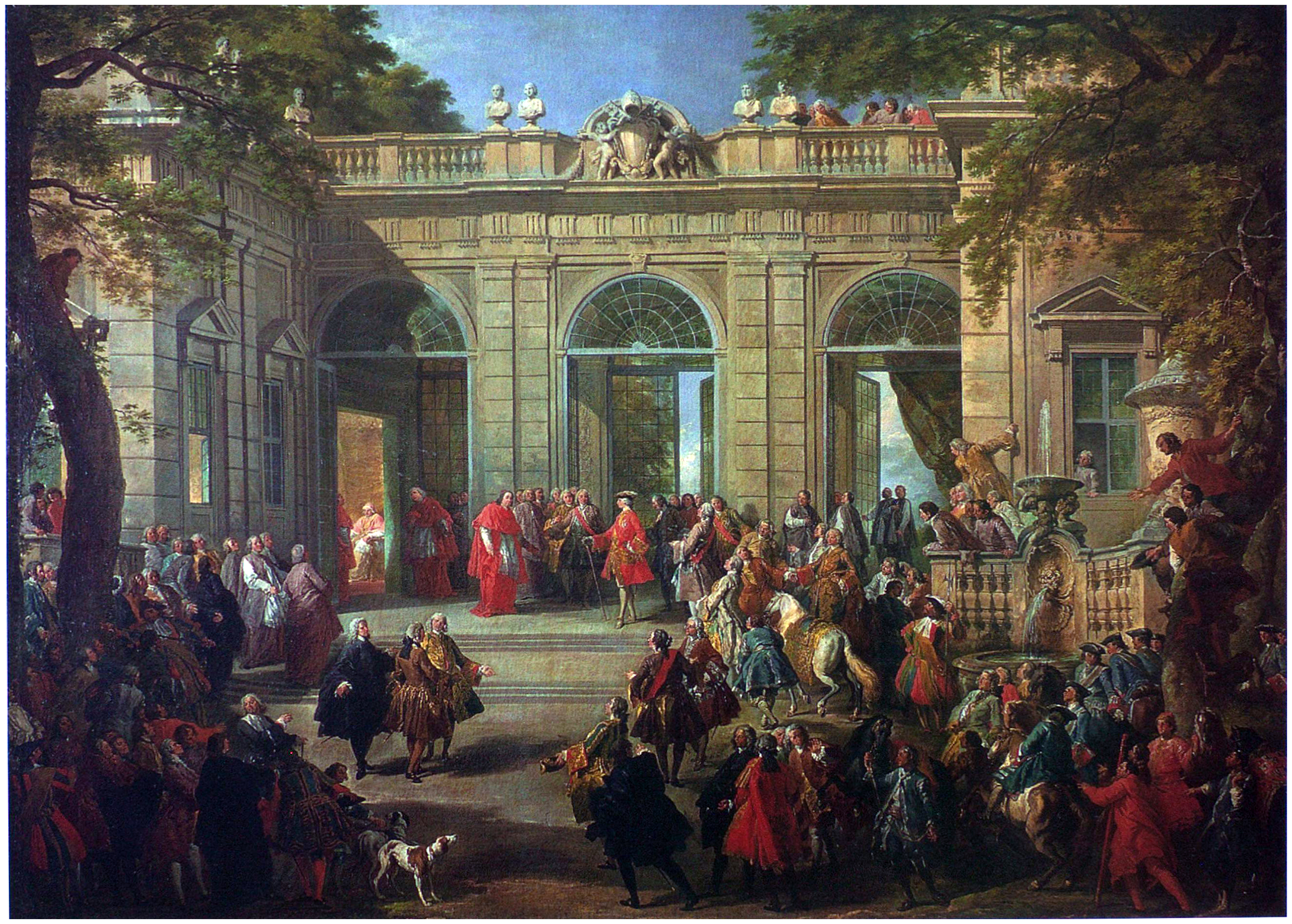
Giovanni Paolo Pannini, Carlo di Borbone visita il papa Benedetto XIV nella coffee-house del Quirinale, olio su tela, 1746, Museo di Capodimonte, Napoli

La figura di Benedetto fu ampiamente rivalutata nel corso del XX secolo, sia dalla Chiesa (come riassunto poco sopra), quanto dalla storiografia e dal giornalismo vaticanista. Infatti, per la straordinaria modernità con cui si rivolse al mondo secolare e per la bonomia di carattere, tanto da definirlo come il "cardinale Roncalli del '700" o come il «...modesto ma convinto anticipatore della linea giovannea», Benedetto XIV godette di giudizi assai positivi. Nonostante ciò, come sottolinea il curatore della voce sull'Enciclopedia dei Papi dedicata al Lambertini, lo storico Mario Rosa, manca ancora uno studio organico sulla figura del pontefice. Infatti, nonostante ci siano alcuni studi critici di qualità, come quelli compiuti da Emilia Morelli sull'epistolario con De Tencin o il congresso di studi lambertiniani tenutisi a Cento nel 1981, la figura del pontefice nel corso del Novecento non è stata studiata nella sua complessità: unica eccezione sono gli interventi artistici e urbanistici effettuati a Roma, e il legame con gli ordini religiosi.
La storiografia degli ultimi anni non è però totalmente concorde sulla validità dell'operato lambertiniano. Gaetano Greco, in un recente saggio, riconosce sì lo spirito d'apertura e la grandezza del papa bolognese, ma ne sottolinea contemporaneamente anche il carattere conservatore, volto a far rispettare a tutti i costi i dettami del Concilio di Trento, ad imporre una visione del cristianesimo in chiave "europea" (in relazione alla condanna dei riti malabarici e degli antenati) e a mantenere la legislazione antiebraica. Al contrario Gianvittorio Signorotto, davanti alle critiche portate da Greco, invita a «tene[re] conto dell'ambiente in cui Lambertini si trovò ad agire, la Curia romana, e, soprattutto, ricordando che la sua formazione era profondamente radicata nella cultura della fine del Seicento». A moderare le due posizioni, può essere utile la conclusione tratta da Luigi Mezzadri e Paola Vismara:
(Mezzadri-Vismara, p. 316)

## Benedetto XIV nella cultura di massa

### Il cardinale Lambertini

Alfredo Testoni, il commediografo che scrisse e portò in scena Il cardinale Lambertini, rendendo famoso il pontefice bolognese presso il grande pubblico.

Benedetto XIV raggiunse il grande pubblico grazie al commediografo bolognese Alfredo Testoni che, dopo aver studiato i documenti e le testimonianze storiche coeve all'episcopato lambertiniano, ne diede un simpatico ritratto nella sua commedia Il cardinale Lambertini, del 1906. La rappresentazione teatrale, che ebbe un successo assai significativo presso il pubblico degli spettatori (tra il 1906 e il 1921, ci furono più di mille repliche), fu poi portata con successo sul grande schermo nel 1934 da Ermete Zacconi e successivamente da Gino Cervi, nel film omonimo del 1954 diretto da Giorgio Pàstina, e sul piccolo schermo grazie all'omonimo sceneggiato televisivo del 1963, diretto da Silverio Blasi, e nuovamente interpretato da Cervi.

### Altre apparizioni
Benedetto XIV è un personaggio secondario del film fantastico La Befana vien di notte II - Le origini, nel quale è interpretato da Corrado Guzzanti.

### Sport
In sua memoria è stata intitolata la squadra di pallacanestro di Cento, chiamata appunto Benedetto XIV Cento (e nota anche per motivi di sponsorizzazione come Sella Cento) che nacque all'interno della Parrocchia di San Biagio. L'allora parroco Don Salvatore Baviera fondò la squadra nel 1964 scelse il nome di Benedetto XIV per ricordare il Papa che, oltre a passare le proprie ferie estive presso la Castello della Rocca, elevò Cento al rango di città.
Nel tempo la squadra è poi divenuta una società indipendente, raggiungendo la Serie A2 nel 2018 dove milita tutt'ora.

## Concistori per la creazione di nuovi cardinali
Benedetto nominò 64 nuovi cardinali nel suo quasi ventennale pontificato, durante sette distinti concistori.

## Encicliche del pontificato
Papa Benedetto XIV iniziò una nuova forma di corrispondenza con i vescovi, sostanzialmente documenti di ampio respiro pastorale, per i quali coniò il termine di Lettere encicliche. Durante il suo Pontificato scrisse diverse encicliche tra il 1740 e il 1757.

## Opere di Benedetto XIV
Le principali opere di Prospero Lambertini:
- Raccolta di alcune notificazioni, editti e istruzioni, pubblicate per il buon governo della sua Diocesi dall'Em.no e Rev.mo Sig. Cardinale Prospero Lambertini …, Bologna, 1733, 1735, 1740; Roma, 1742; Venezia, 1749, 1760, 1762, 1771, 1790; Torino, 1852; Traduzione latina sotto il titolo: Institutiones ecclesiasticae, Roma, 1747; Ingolstadt, 1751; Bassano, 1760; Lovanio, 1762.
- De servorum Dei beatificatione et de beatorum canonizatione, 1734-38.
- Thesaurus resolutionum S. Congregationis Concilii, 1740 (dal quale sarebbero derivate le Quaestiones canonicae et morales, 1767).
- Annotazioni sopra le feste di Nostro Signore e della Beatissima Vergine secondo l'ordine del calendario romano, 1740-49 (dalle quali sarebbe emersa come opera a sé stante il De sacrosancto Missae Sacrificio, 1745, comparso isolatamente anche nell'originale testo italiano nel 1772).
- Bullarium Benedicti XIV, 1746-54.
- Opuscula miscellanea nunc primum edita atque in unum corpus collecta, Bassano, 1767.
- Casus conscientiae, 1747.
- De Synodo dioecesana, Roma, 1748, completato e arricchito nella successiva edizione del 1755; 1767; Ferrara, 1753, 1756, 1760; Padova, 1756; Parma, 1764; Venezia, 1765, 1775, 1792; Roma, 1806; Magonza, 1842; Si trova in tutte le edizioni delle Opera omnia.
- Opera omnia, in tre edizioni:
  - S.S.D.N. Benedicti XIV opera in duodecim tomos distribuita, Romae, 1747-51;
  - Benedicti XIV Papae olim Prosperi Card. De Lambertinis opera omnia in quindecim tomos distribuita Venetis, 1767, 1788, 1892;
  - Benedicti XIV Pont. Max opera omnia in tomos XVII distribuita, Prati, 1830-1946;

A queste raccolte vanno aggiunti i seguenti volumi:
- S.S.D.N. Benedicti Papae XIV … opera omnia in synopsim redacta, Romae, 1766
- Benedicti XIV acta sive mondum pubblicata sive sparsim edita, nunc primum collecta cura Rafaelis de Martinis, 2 voll., Nespoli, 1894
- Benedicti XIV Pape opera omnia inedita, quae primum publicavit Fr. Heiner, Friburgo, 1904
- Cerimoniale Episcoporum Santissimi D.N. Benedicti Papae XIV iussu editum et auctum, Roma, 1752

## Genealogia episcopale e successione apostolica
La genealogia episcopale è:
- Cardinale Scipione Rebiba
- Cardinale Giulio Antonio Santori
- Cardinale Girolamo Bernerio, O.P.
- Arcivescovo Galeazzo Sanvitale
- Cardinale Ludovico Ludovisi
- Cardinale Luigi Caetani
- Cardinale Ulderico Carpegna
- Cardinale Paluzzo Paluzzi Altieri degli Albertoni
- Papa Benedetto XIII
- Papa Benedetto XIV

La successione apostolica è:
- Vescovo Ottavio Ringhieri (1736)
- Vescovo Giovanni Battista Scarselli (1740)
- Cardinale Ludovico Merlini (1740)
- Cardinale Giorgio Doria (1740)
- Vescovo Pio Gallizia, B. (1741)
- Arcivescovo Ferdinando Romualdo Guiccioli, O.S.B. (1741)
- Vescovo Pierre François de Sales de Thorens (1741)
- Vescovo Giuseppe Filippo Porporato (1741)
- Vescovo Giambattista Pensa (1741)
- Vescovo Charles-François Cantoni (1741)
- Vescovo Michele Vittorio Villa (1741)
- Vescovo Carlo Felice Sanmartino (1741)
- Vescovo Giuseppe Filippo Felissano (1741)
- Vescovo Girolamo Curlo, C.R.M. (1741)
- Cardinale Francesco Landi Pietra (1741)
- Vescovo Joseph Maria von Thun und Hohenstein (1742)
- Vescovo Silvestro Merani, O.S.A. (1742)
- Vescovo Nicola Manciforte (1742)
- Vescovo Giuseppe Gallarati (1742)
- Vescovo Juan Mateo López Sáenz, C.R.M. (1742)
- Vescovo Giuseppe Stella (1742)
- Arcivescovo Michele Maria Vincentini (1742)
- Arcivescovo Antonio Cantoni (1742)
- Arcivescovo Giuseppe Palma (1743)
- Papa Clemente XIII (1743)
- Cardinale Giuseppe Pozzobonelli (1743)
- Vescovo Felice Amato (1743)
- Vescovo Gian Pietro Solaro (1743)
- Vescovo Martín Barcia Carrascal (1743)
- Arcivescovo Martino Ignazio Caracciolo (1743)
- Cardinale Filippo Acciaioli (1743)
- Cardinale Enrique Enríquez (1743)
- Cardinale Luigi Gualterio (1744)
- Vescovo Giuseppe Alfonso Miroglio (1744)
- Vescovo Giovanni Francesco Cavallini (1744)
- Cardinale Girolamo Spinola (1744)
- Vescovo Alessio Ignazio Marucchi (1744)
- Arcivescovo Paolo Francesco Giustiniani, O.F.M.Cap. (1744)
- Vescovo Gherardo Antonio Volpe (1744)
- Arcivescovo Antonio Marulli (1745)
- Vescovo Ignazio della Chiesa de Rodi (1746)
- Vescovo Pietro Cristiani (1747)
- Vescovo Giovan Battista Minucci, O.F.M.Conv. (1747)
- Cardinale Carlo Vittorio Amedeo delle Lanze (1747)
- Cardinale Giovanni Battista Spinola (1752)
- Arcivescovo Giovanni Carlo Molinari (1754)
- Cardinale Vincenzo Malvezzi Bonfioli (1754)
- Patriarca Carlo Camuzi (1756)

### Esplicative
1. ↑  Fino agli albori del XIX secolo è accaduto che alcuni pontefici, in via straordinaria rispetto alla prassi canonica ristabilita da Trento sul divieto di accumulare più benefici ecclesiastici, compresi quindi i vescovadi (si rimanda al Capitolo I della prima sessione del Concilio di Trento:  Decreto sulla residenza dei vescovi e degli altri chierici inferiori, Capitolo I, su totustuustools.net, totustuus. URL consultato il 9 settembre 2015.), abbiano deciso di mantenere in via eccezionale le diocesi originarie, come fece, per esempio, Benedetto XIII con quella di Benevento (per cui si veda: De Caro, Benedetto XIII.
«...l'arcivescovato di Benevento (di cui volle rimanere titolare anche dopo la sua esaltazione...»
2. ↑  In Rosa-Pope Benedict XIV, p. 226 si parla di "Tridentine Revival" per sottolineare l'attenzione dimostrata dal Lambertini verso le visite pastorali e gli stilemi di santità tipici della prassi controriformista. Per dimostrare il rapporto del pontefice tra cultura moderna e rispetto della tradizione, Rosa scrive: 

(inglese)
«In fact, Benedict XIV, aware of the new role the Church would assume, with his openings and open tolerance, linked however to a cultural sensitivity that was more receptive than profound, was certainly not a "philosopher" in the eighteenth century sense of the word»

(italiano)
«Infatti, Benedetto XIV, consapevole del nuovo ruolo che la Chiesa voleva assumere, con le sue aperture e la sua aperta tolleranza, si legò comunque ad una sensibilità culturale che era più ricettiva che profonda, non era certamente un filosofo nel senso settecentesco della parola»
(Rosa-Pope Benedict XIV, p. 226)
3. ↑  La Chiesa Cattolica aveva varie comunità monastiche ed ecclesiali sparse nei vari regni fedeli al Papa, regni in cui tali comunità erano dotate di benefici territoriali ed economici; tali "anomalie" non soggette direttamente al potere regio ma a quello della Santa Sede non erano più accettate dalla società illuministica, quindi si accesero dispute giurisdizionali su tali territori. Si veda: Mola Di Nomaglio, pp. 199-201.
4. ↑  Scrive il Lambertini al cardinal De Tencin in una lettera del 17 settembre 1749: «Rispetto poi alla Congregazione dell'Indice, se Iddio ci darà vita, pensiamo di stabilirvi alcune regole, senza le quali ci pare difficile il mantenere il di lei credito, e la giustizia della condanna delle opere degli autori cattolici, particolarmente viventi» in Morelli-lettere, II p. 200.
5. ↑  Illuminante è una lettera scritta dal Lambertini al Muratori, in cui dichiara: «L'opere degli uomini grandi non si proibiscono ancorché in esse si trovino cose che dispiacciono e che meriterebbero, se fossero scritte da altri, proibizione» in: Salvatore Baviera, Aspetti della pastorale a Bologna nel settecento,  p. 242.
6. ↑  Grande rilievo rivestono le numerose lettere al cardinale de Tencin, raccolte in tre volumi da Emilia Morelli, in Le lettere di Benedetto XIV al card. de Tencin. Dai testi originali.

### Bibliografiche
1. ↑  Bertone, p. 20.
2. ↑  Rogier-Bertier-Hajjar, p. 71
«Da uno dei più lunghi conclavi di questi ultimi secoli...è uscito il papa più importante di tutto il secolo, e anche il più grande da Sisto V a Leone XIII...»
3. ↑  Rosa-Verga, p. 395.
4. ↑  Nel 1739 Giuseppe Maria Crespi dipinse il ritratto del cardinale Lambertini, allora arcivescovo di Bologna, nel suo studio. Nel 1740, essendo divenuto papa col nome di Benedetto XIV, il neoeletto pontefice fece modificare il dipinto dallo stesso pittore, aggiornando gli abiti e aggiungendo le insegne pontificie, e volle che quest'ultimo fosse spedito a Roma (oggi è possibile ammirarlo nella Pinacoteca Vaticana). Questa vicenda è ben documentata dal Canonico Luigi Crespi, figlio dell’artista che, nelle aggiunte alla Felsina Pittrice (1769), scrive la biografia del padre. Nel suo intervento il Crespi sentì l’esigenza di correggere anche la figura, conferendole un tratto più volitivo e una postura decisamente eretta.

La piccola tela in esame è stata tradizionalmente considerata un bozzetto preparatorio per il ritratto grande; ma in ragione della sua perfetta rifinitura e della scarsa propensione dell’artista a fare bozzetti, la critica più recente preferisce ritenerlo una replica, forse eseguita a ricordo dell’originale, prima di compiere le modifiche richieste.

Queste variazioni rendono difficile una vera comparazione tra i due dipinti, quindi un giudizio finale sull’argomento. Va sottolineato in ogni modo l’alto risultato raggiunto dal pittore ormai anziano che in questa versione ridotta, libero dalle convenzioni dell’ufficialità, offre un’immagine di grande immediatezza e vivacità.

Al seguente link è possibile visionare il secondo dipinto realizzato per il pontefice, fatto recapitare a Roma: .
5. 1 2   Marco Cecchelli, Benedetto XIV (Prospero Lambertini): Convegno internazionale di studi storici, sotto il patrocinio dell'Archidiocesi di Bologna, vol. 1, Cento, Centro Studi Baruffaldi, dicembre 1979,  pp. 107-109, 0035-1423. URL consultato il 18 dicembre 2015.
6. 1 2 3  Fantuzzi, p. 64.
7. 1 2  Fanti, p. 119.
8. ↑  Marcelli, p. 255.
9. ↑  Muzzarelli, p. 178
«[...] così avvenne anche nel caso di Bologna, che allora era per importanza la seconda città dello Stato Pontificio...»
10. ↑  Serie cronologica dei cardinali bolognesi, p. 63.
11. ↑  Lombardi, p. 511.
12. ↑  Novaes, p. 4.
13. 1 2 3 4 5 6  Moroni, p. 21.
14. 1 2 3  Fantuzzi, p. 65.
15. 1 2 3 4 5 6 7 8 9 10 11 12 13 14 15 16 17 18 19 20 21 22 23  Rosa, Enciclopedia dei Papi.
16. ↑  (EN) Salvador Miranda, LAMBERTINI, Prospero Lorenzo, su fiu.edu – The Cardinals of the Holy Roman Church, Florida International University. URL consultato il 7 giugno 2015.
17. ↑  Lombardi, p. 512.
18. ↑  Bertone.
19. ↑  Bertone, p. 17.
20. ↑  Rosa-Riformatori e ribelli, p. 50.
21. ↑  Meluzzi, p. 58.
22. ↑  Cfr. la monografia di Fiorani, 2 a proposito.
23. ↑  Ceccaroni, p. 185.
24. ↑  Lombardi, p. 513.
25. 1 2  Mazzone, p. 168.
26. ↑  Fanti, p. 178.
27. 1 2  Mazzone, p. 174.
28. 1 2  Mazzone, p. 175.
29. 1 2 3 4  Agnoli, Benedetto XIV, la scienza a Bologna (e gli asili).
30. 1 2  Bertone, p. 18.
31. ↑  Cfr. M.T. Fattori, Lambertini a Bologna, 1731-1740, «Rivista di storia della chiesa in Italia» 60 (2007)/2, pp. 417-461
32. ↑  Benedetto XIV - Raccolta di alcune notificazioni, p. 3.
33. ↑   Torreggiani Alfonso: interventi nella cattedrale di San Pietro, su emiliaromagna.beniculturali.it, Segretariato regionale del Ministero dei beni e delle attività culturali e del turismo per l'Emilia-Romagna. URL consultato l'8 settembre 2015.
«Dall'elenco di Alfonso Torreggiani, 1756*: "Compita d'ordine di N.S. Papa Benedetto XIV, la Chiesa Metropolitana di S. Pietro con farvi la facciata di marmo, memoria interna nel 1743; e nel 1755 terminata da me con li quattro coretti"»
34. ↑  Mazzone, pp. 173-174.
35. ↑  Cfr. poco sotto.
36. ↑  Rosa-Settecento Religioso, p. 112
«...andava rivestendosi [il vescovado] di preoccupazioni pastorali e non soltanto, come nel passato, prevalentemente burocratiche e giuridiche.»
37. ↑  Giacomelli, p. 41
«Definisco età lambertiniana per Bologna, l'intero periodo che va dal 1730 al 1760 poiché tra i due pontificati di Clemente XII e Benedetto XIV non vi fu sostanziale divergenza di indirizzi nella conduzione dei principali problemi della legazione come, più in generale, dello stato e della Chiesa»
38. ↑  Caracciolo.
39. 1 2 3 4 5 6  Rendina, I Papi, p. 731.
40. ↑  Borrelli-Benedetto XIV.
41. ↑  Morelli-Uomo e pontefice.
42. ↑  Moroni, p. 22.
43. ↑  Benedetto XIV.
44. ↑  Novaes, p. 6.
45. ↑  Mazzone, p. 195.
46. ↑   La donazione di papa Benedetto XIV alla biblioteca dell’Istituto delle Scienze - Biblioteca Universitaria di Bologna - BUB, su bub.unibo.it. URL consultato il 13 gennaio 2020.
47. ↑  Fattori, p. XIII-LIV.
48. 1 2  Rosa, Pope Benedict XIV, p. 224
«His first decade had been characterized by an important opening up both on the religious-ecclesiastical and cultural levels.»
49. ↑  Leone, p. 76.
50. 1 2 3 4  Lombardi, p. 529.
51. 1 2 3 4  Rogier-Bertier-Hajjar, p. 72.
52. ↑  Giacomelli, p. 876.
53. 1 2 3  Morelli-Uomo e pontefice, p. 6.
54. ↑  Lettere di Benedetto XIV al marchese Paolo Magnani (1743-1748), a cura di Paolo Prodi e Maria Teresa Fattori, Roma, Herder, 2011.
55. 1 2  Rendina, I Papi, p. 723.
56. 1 2  Moroni, p. 28.
57. 1 2  Moroni, p. 34.
58. ↑  Bevilacqua.
«L'11 aprile 1748, nel corso di un'udienza personale, Nolli presentò al pontefice Benedetto XIV, cui l'opera era dedicata, l'edizione completa della Nuova Pianta di Roma»
59. ↑  Pazienti, p. 109.
60. ↑  Cfr. Giacomelli.
61. ↑   Michele Franceschini, Vincenzo Frustaci ed Elisabetta Mori, Libro d'Oro della nobiltà romana, su archiviocapitolinorisorsedigitali.it, Comune di Roma - Archivio Capitolino, 2008. URL consultato il 7 giugno 2015 (archiviato dall'url originale l'11 agosto 2015).
62. 1 2 3 4   Benedetto XIV e Roma, su info.roma.it, Associazione culturale info.roma.it. URL consultato il 7 giugno 2015.
63. 1 2 3  Brunelli, p. 46.
64. ↑  Moroni, p. 25.
65. ↑  Venturi.
66. ↑  Fiorani-Settecento romano, p. 544.
67. 1 2 3  Russomanno.
68. 1 2 3  Rogier-Bertier-Hajjar, p. 74.
69. ↑   Benedetto XIV, Annus qui hunc, su totustuustools.net. URL consultato il 7 giugno 2015.
70. ↑   Una storia contrastata: la Bibbia in italiano, su wol.jw.org. URL consultato il 22 giugno 2018.
71. ↑   Origine e diffusione della Bibbia in Italia, su missioneperte.it. URL consultato il 22 giugno 2018 (archiviato dall'url originale il 22 giugno 2018).
72. ↑   enciclica, su treccani.it, Treccani, 2010. URL consultato il 10 agosto 2015.
73. 1 2   I Ghetti - "L'Editto sopra gli Ebrei" - I "casi di oblazione", su morasha.it. URL consultato il 10 agosto 2015 (archiviato dall'url originale il 4 marzo 2016).
«...nel 1733, sotto il pontificato di Clemente XIII, il cardinale Petra prepara un minuzioso codice antiebraico con nuovi pesantissimi obblighi e imposizioni»
74. ↑  Calimani.
75. ↑  Cusumano.
76. ↑  Langone
«Il carteggio con Benedetto XIV è notevolissimo. Fra i due corre, a dispetto di tutto, un'evidente stima reciproca.»
77. ↑  Mezzadri-Vismara, pp. 315-316.
78. ↑   I Giubilei, su scalve.it. URL consultato il 7 giugno 2015.
«1750: Benedetto XIV con la Bolla "Pellegrinantes" indice l'Anno Santo per il 1750»
79. 1 2 3 4 5  Ravaglioli.
80. 1 2  Benedetto XIV «...combatte certe teatralità nelle funzioni religiose e le proibisce in una serie di notificazioni"...»
81. ↑  De servorum Dei beatificatione et beatorum canonizatione, II, 20.
82. ↑  Potestà-Vian, p. 358.
83. ↑  Fiorani-Settecento Romano, p. 543.
84. 1 2  Moroni, p. 48.
85. ↑  Rendina-I Papi, pp. 734-735.
86. ↑  Per una descrizione dettagliata e contemporanea della morte di Benedetto XIV si veda, nel Chracas, il contemporaneo Ragguaglio della infermità, morte, e trasporto dal palazzo del Quirinale a S. Pietro in Vaticano della S.M. di Benedetto 14
87. ↑   Tarcisio Bertone, Un predecessore illuminato, su 30giorni.it, vol. 5, 30GIORNI, 2005. URL consultato il 10 agosto 2015.
88. ↑  Gurrado:

«Ciò rende piuttosto significative le lettere che scrisse ai due Papi.
Le prime tre furono indirizzate a Benedetto XIV; causarono grande scandalo, in particolare la risposta del Papa, e costituiscono un piccolo giallo. Nel 1742 Voltaire aveva infatti composto una tragedia, Le fanatisme ou Mahomet le prophète, in cui criticava severamente la politica religiosa di Maometto; ciò nondimeno i lettori capirono piuttosto presto che un obiettivo parallelo di Voltaire era Gesù Cristo o meglio il cristianesimo. Temendosi scoperto, Voltaire decise di dedicare la tragedia al Papa: Benedetto XIV, uomo colto e cattolico illuminato molto stimato da Voltaire. Per andare sul sicuro spedì tuttavia al Papa non Mahomet ma il Poème de Fontenoy, un testo più innocente in cui celebrava la vittoria della Francia cattolica sulle potenze protestanti dell'epoca. Il Papa rispose congratulandosi e Voltaire rese pubblica la lettera, o piuttosto una sua versione emendata, in cui le parole "il suo bellissimo ultimo poema" erano state cancellate e sostituite con "la sua bellissima tragedia di Mahomet". Ciò che importa è che Voltaire avesse cercato protezione presso il Papa, che Benedetto gli avesse risposto favorevolmente, che il Papa avesse spedito "la benedizione apostolica al diletto figlio Voltaire" e che Voltaire avesse con trasporto "baciato umilissimamente i sacri piedi" del Papa. Fino al 1758, anno della morte di Benedetto XIV, Voltaire si sentì rassicurato dalla presenza del Papa come garante dell'equilibrio in Europa, e come persona colta che non avrebbe mostrato eccessiva ostilità verso una classe di intellettuali, i philosophes, dei quali Voltaire si sentiva il leader naturale – o, come amava definirsi, "il patriarca".»
89. ↑   Giovanni Marchesini, Enrico Bellone, Giulio Peruzzi e Sofia Talas (a cura di), Il restauro della Cupola di San Pietro a Roma, su unipd.it, Università degli Studi di Padova. URL consultato il 7 giugno 2015 (archiviato dall'url originale il 4 marzo 2016).
90. ↑   Commento riguardo ai progetti per la facciata di S. Maria Maggiore, 1740/41, su lineamenta.biblhertz.it:8080, Lineamenta. URL consultato il 7 giugno 2015 (archiviato dall'url originale il 22 dicembre 2015).
91. ↑   Basilica di Santa Croce in Gerusalemme, su santacroceroma.it. URL consultato il 7 giugno 2015.
92. ↑   Peter Anton Verschaffelt - San Michele Arcangelo, su castelsantangelo.beniculturali.it, Ministero per i beni e le attività culturali, 2 luglio 2009. URL consultato il 10 agosto 2015.
93. ↑   LA CONSACRAZIONE DEL COLOSSEO A LUOGO DI CULTO E TEMPIO DEDICATO AI MARTIRI, su parcocolosseo.it.
94. ↑   Pontificia Accademia Romana di Archeologia - note storiche, su cultura.va, Pontificia Accademia Romana di Archeologia. URL consultato il 7 giugno 2015.
95. ↑  Lega.
96. ↑   Università e scienza. La «grande riforma» della Sapienza di Benedetto XIV, su books.openedition.org. URL consultato il 13 febbraio 2019.
97. ↑   Giovanni Paolo Simon Bianchi, su lincei-celebrazioni.it, Comitato Nazionale per il IV Centenario della Accademia dei Lincei. URL consultato il 15 settembre 2015.
98. 1 2  Miani.
99. 1 2 3  Rogier-Bertier-Hajjar, p. 77.
100. ↑  Rendina-I Papi, p. 734.
101. ↑  Rogier-Bertier-Hajja, p. 77
«Nella curia, non ci si peritava di criticare questo scienzato divenuto papa che, agli occhi di certuni, non era al suo posto sul trono di san Pietro, essendo magnus in folio sed parvus in solio, grande scrittore ma mediocre uomo di governo.»
102. ↑  Cajani-Foa
«Per quanto riguarda la vita interna della Chiesa, il pontificato di C. XIII segnò una battuta d'arresto del processo di rinnovamento che si era avviato sotto il suo predecessore. Il papa Benedetto XIV, infatti, aveva avuto una chiara visione della necessità di una riforma della Chiesa, e nelle dure polemiche interne al mondo cattolico aveva cercato sempre di mantenere un equilibrio, spesso difficile, per assicurare la pluralità delle voci nel dibattito. C. XIII puntava, invece, ad una rigida difesa delle strutture tridentine, e dei gesuiti in primo luogo, e si schierò decisamente contro giansenisti e cattolici illuminati.»
103. ↑  De Rosa
«Giacomo Della Chiesa...che prese il nome di Benedetto XV in omaggio al predecessore nella cattedra di S. Petronio e di S. Pietro, Prospero Lambertini.»
104. ↑  Pastor, pp. 461-462.
105. ↑  Hergenröther.
106. ↑  Rogier-Bertier-Hajjar, p. 79.
107. ↑  Carlo Falconi, citato in Rendina-I Papi, p. 730.
108. ↑  Rosa-Enciclopedia dei Papi
«Manca una biografia articolata e completa su Benedetto XIV.»
109. ↑  Rosa-Enciclopedia dei Papi
«Di grande importanza l'edizione de Le lettere di Benedetto XIV al cardinale de Tencin, a cura di E. Morelli, I, 1740-1747, Roma 1955; II, 1748-1750, ivi 1965; III, 1751-1758, ivi 1984, che supera la vecchia Correspondance de Benoît XIV (1742-1756), I-II, a cura di E. de Heeckeren, Paris 1912.»
110. ↑  per esempio, Debenedetti, L'Architettura da Clemente XI a Benedetto XIV: pluralità ̀di tendenze.
111. ↑  Greco.
112. ↑  Scaraffia.
113. ↑  Miani
«...per Gaetano Greco, dell'Università di Siena, Benedetto XIV è paragonabile ai «sovrani delle riforme senza la riforma», come furono Vittorio Amedeo II di Savoia e Cosimo III di Toscana, fu «certo operosissimo, ma senza intaccare la continuità dell'esistente» e «rimase ancorato alle carte su cui si era formato».»
114. 1 2  Poli.
115. ↑   "Il cardinale Lambertini" di Testoni al Teatro del Corso, 20 gennaio 1906, su bibliotecasalaborsa.it. URL consultato il 28 dicembre 2022.
116. ↑   “La befana vien di notte 2 – Le origini” su Rai 1, su cineblog.it.
«11 gennaio 2024»
117. 1 2  Cheney.
118. ↑  Bertone, p. 12.
119. ↑  L'elenco delle opere del Lambertini è tratto da: Tarcisio Bertone, Il governo della Chiesa nel pensiero di Benedetto XIV, L.A.S., Roma, 1978, e da Lazzaro Maria De Bernardis, Le opere giuridiche di Prospero Lambertini, in Benedetto XIV (Prospero Lambertini): Convegno internazionale di studi storici, Cento, 6-9 dicembre 1979 - a cura di Marco Cecchelli.